# Kovács Kati (előadóművész)
Kovács Kati (Verpelét, 1944. október 25. –) Kossuth- és Liszt Ferenc-díjas magyar előadóművész, énekesnő, dalszövegíró, színésznő.
A hazai könnyűzene egyik legkiemelkedőbb és legnagyobb hatású énekesnője. Hatvan éve tartó pályafutása alatt önazonos, nyomot hagyó művészként vált a magyar kultúra részévé. Művészetét számos állami és szakmai kitüntetéssel ismerték el.
Kovács Kati életében a normákat tisztelő és betartó, miközben éneklésében mindig a végső határokat feszegető művész. Tehetsége vitathatatlan, hangja egyedülálló. A szeretet szolgálója, miközben abszolút öntörvényű és mindig a maga útját járja. Igazi szabad lélek.
Nevéhez az 1960-as évek óta több ezer sikeres koncert, több millió eladott lemez és számtalan sláger fűződik. Az énekesnő közismert jellegzetes erőteljes hangjáról, hosszan tartó karrierjéről és sokoldalúságáról. Énekhangja mezzoszoprán, négy és fél oktávos hangterjedelemmel. Kovács Katinak 116 magyarországi és 25 külföldi önálló lemeze jelent meg, továbbá 328 gyűjteményes albumon jelentek meg felvételei. 49 nagy-, és 92 kislemezével a magyar hanglemezgyártás történetének legtöbb szólólemezével rendelkező előadóművész. Több mint 500 dal van a repertoárjában. Diszkográfiája szerint 487 hazai és külföldi hanghordozó őrzi dalait.
Egyike azon kevés magyar könnyűzenei előadóknak, akik nemzetközi hírnévre tettek szert. A világ 5 kontinensén (Amerikában, Ausztráliában, Afrikában, Ázsiában, valamint Európa szinte minden országában) adott koncertet. Külföldön 6 nyelven (magyarul, angolul, németül, japánul, oroszul és lengyelül), 11 országban, 80 kiadásban jelentek meg felvételi. Dalait lefordították még cseh, francia, finn, olasz és spanyol nyelvre is. Az „Év énekesének” választották többek között Angliában és Németországban is.
Zenei stílusát számos műfaj alakította, a rock, a beat és a pop zenétől kezdve, hangja a legnehezebb dzsessz, gospel, spirituálé, blues dalok sőt még az opera eléneklésére is alkalmassá tette, de énekelt már magyar népzenét a Csík zenekar kíséretében, megzenésített verset Tóth Bálint költőtől, televíziós felkérésre pedig rapet, magyar nótát vagy operettet. A zenei eredmények mellett sikereket ért el a dalszövegírásban és a filmművészetben is. Eddig több mint 20 filmben és színházi darabban szerepelt, valamint több tucat film betétdalát is ő énekli. Több mint hatvan dalának ő a szerzője.
Addig fogok énekelni, amíg élek és létezem.

## Művészi pályája
Kovács Kálmán és Baumgartner Margit gyermekeként született Verpeléten. A család Egerben élt, de a második világháború forgataga miatt menekülni kényszerült, ezért született Kati Verpeléten. Szülei korai válása miatt az édesanyja egyedül nevelte őt és két testvérét: bátyját, Kálmánt és húgát, Évát. Kati igazi egrinek tartja magát, mivel élete első húsz évét Egerben töltötte.
Gimnazista korában kezdett igazán megismerkedni a zenével, ekkor már mindenhol énekelt, ahol csak lehetett. 15 évesen az egri Szilágyi Erzsébet Gimnáziumban volt az első fellépése, ahol egy tiroli dalt adott elő. A középiskolát a Gárdonyi Géza Ciszterci Gimnáziumban fejezte be, ahol az iskolai amatőr zenekarával főként dzsesszt énekelt. Ella Fitzgerald, Janis Joplin, Tina Turner előadásmódját próbálta utánozni. 1962-ben a gimnázium elindította az első Ki mit tud?-on. Egerben a megyei selejtezőn még megosztott első helyezett lett, de az országos döntőbe már nem került be. Egy Little Richard dalt énekelt, de a zsűri eltanácsolta „üvöltözésnek” titulált előadásmódja miatt.
1963-ban Egerben érettségizett és az éneklés mellett orvosírnokként kezdett el dolgozni. A következő években néhány televíziós műsorban szerepelt, például 1963-ban az Egri Park Hotel megnyitó alkalmából rendezett műsorban, amiben többek között Koós János is részt vett, vagy 1964. október 4-én a Magyar Televízió által közvetített Versengő városok c. vetélkedőműsorban, ahol Eger városát képviselte.

### Áttörés

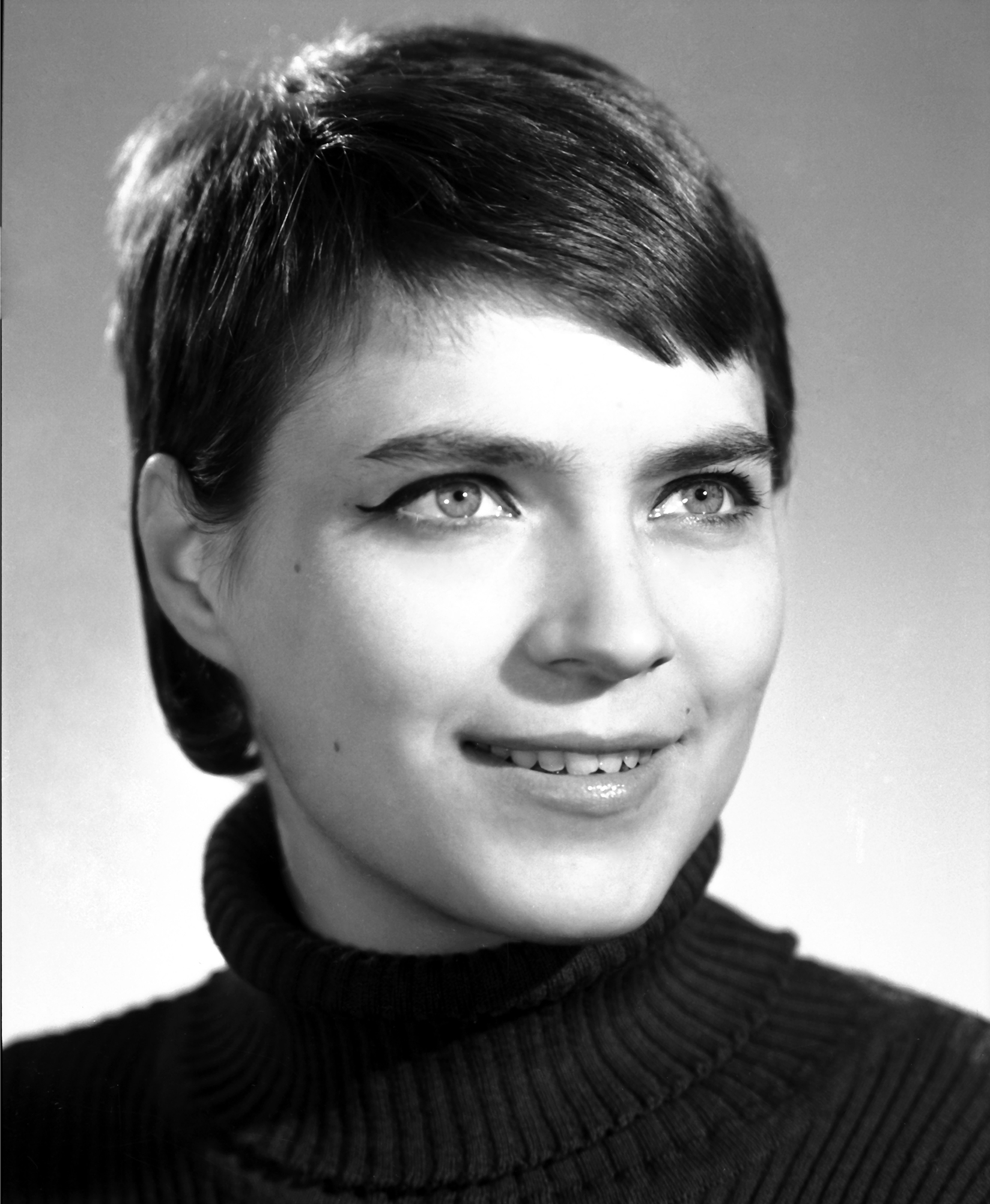
Az 1960-as évek közepén

Az igazi sikert az 1965-ös Ki mit tud? hozta meg számára, amire az édesanyja adta be a jelentkezést. A versenyt hosszú fordulókon, sok-sok dalon át végül megnyerte, és ő lett „az év hangja”. Egy csapásra országos hírű sztár lett. Kovács Katalin néven megjelent első lemezfelvétele, Sóhaj címmel. 1966-ban a sikerszéria tovább folytatódott, a magyar Táncdalfesztiválok történetének első győztese lett, Nem leszek a játékszered című dalával négy díjat is elhozott a fesztiválról. Ezzel dallal, az Illés együttes mellett szintén nagy feltűnést keltett, a dal stílusában inkább az itthon még ismeretlen rockzenéhez, mintsem az elfogadott hagyományos tánczenéhez hasonlított.
Tanulmányait a Bartók Béla Zeneművészeti Iskola dzsessz tanszakán folytatta, többek között Vukán György tanítványaként.
Az 1960-as évek közepétől jelentek meg lemezei, rádióban rengeteg felvétele készült. A beatkorszak egyik legsikeresebb énekesnője lett. Számos koncerten kísérték, valamint dalt és lemezt készített a három korszakalkotó együttessel: az Illéssel, a Metróval és az Omegával. Kovács Kati az 1960-as évek végétől egyre többet járt külföldre, nemzetközi dalversenyeken képviselte az országot, valamint 1969-ben határon túl is megjelentek első lemezei.

### Siker

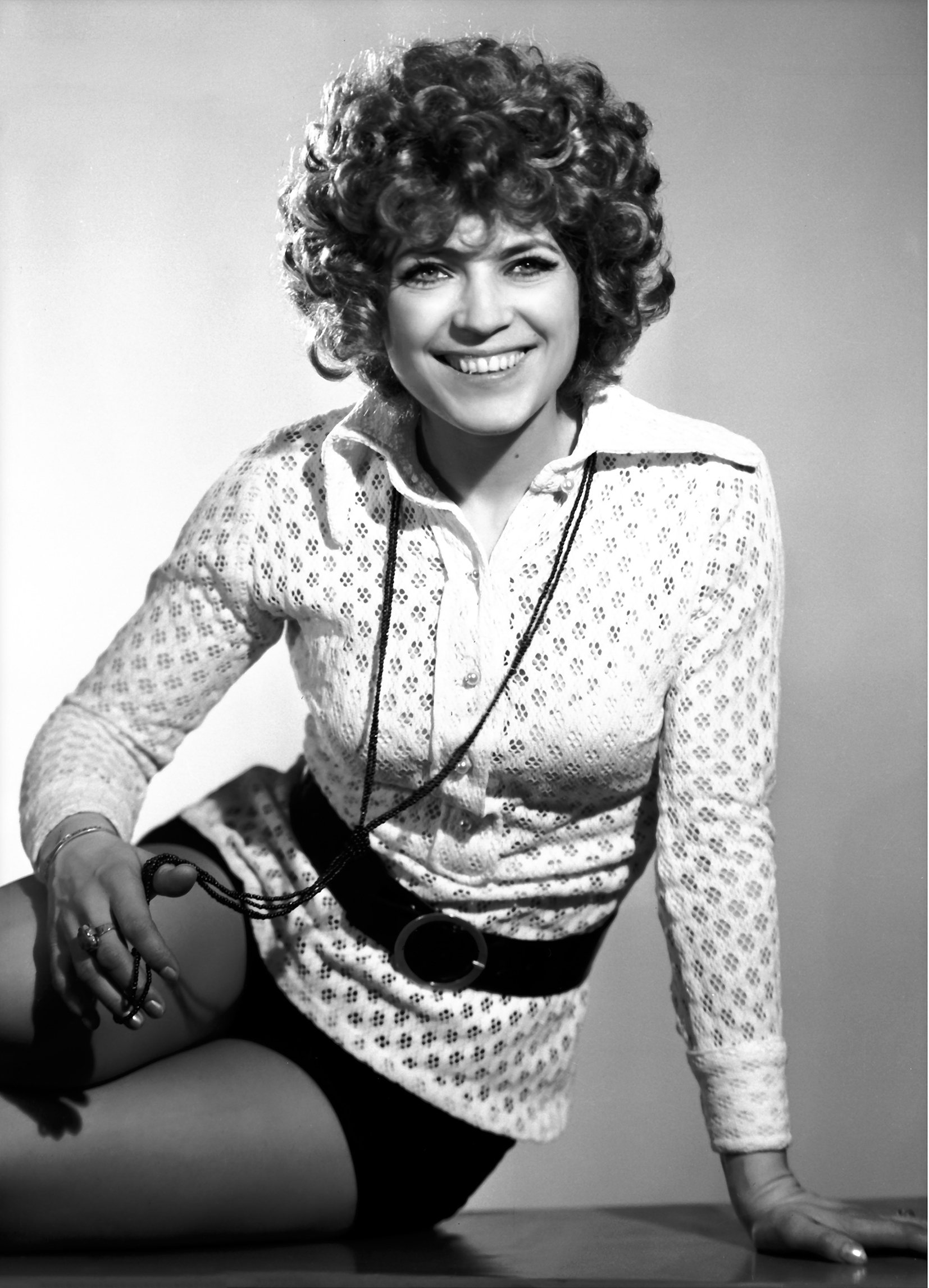
Az 1970-es évek elején

Az 1970-es évekre már elismert előadóművészként sorra jelentek meg nagylemezei.
1970 augusztusában együtt lépett fel Koncz Zsuzsával és Zalatnay Saroltával a televízió Stúdió Zéró című műsorában. Nemcsak szólóban énekeltek, hanem trióban adtak elő egyveleget a Hair és a Hegedűs a háztetőn című musicalekből. A trió 1971 nyarán a belga Oostende városában vett részt egy több hetes fesztiválon, ill. 1972-ben a Tolcsvayék és a Trió nagylemezén is ők voltak a vendégek. 1971. március 26-án Bertolt Brecht A kommün napjai c. drámájából készült rádiószínházi előadásban adta elő Hanns Eisler songjait. 1971-ben az NSZK-ban jelentek meg kislemezei és Bulgáriában az Arany Orfeusz Nemzetközi dalversenyen harmadik helyezett lett.
1972-ben ismét táncdalfesztivált nyert, az Add már, uram, az esőt! című dallal. Ugyanezzel a dallal pár hónappal később megnyerte Drezdában is a Nemzetközi Dalfesztivált. Ugyanebben az évben a Van jó minden rosszban című dallal a Yamaha Fesztiválon szerepelt, amely a következő évben japán nyelvű lemezén is megjelent. A fesztiválsikereket a Tolcsvay-trió együttessel készített Autogram helyett című jazz-rock album megjelenése követte. 1973-tól az évtized egyik meghatározó együttesével, az LGT-vel készítette albumait.
A következő évben jelent meg első közös lemezük: Kovács Kati és a Locomotiv GT, amely 2011-ben bekerült a magyar könnyűzene 30 legjelentősebb albuma közé. Ezzel a lemezzel a külföldi munkák sokasága miatt itthon kissé háttérbe szorult énekesnő ismét az élvonalba került. Ebben az évben megjelent első német nyelvű nagylemeze is: Kati Kovács, amit több országban is kiadtak. 1974-ben Nálad lenni újra jó lenne (Roses Are Red, Violets Are Blue) című dalával Írországban első helyet ért el a Castlebar Song Contest nemzetközi dalverseny country kategóriájában. Külföldi munkáit elismerve Németországban a „legnépszerűbb külföldi énekesnőnek” választották. Ebben az évben főszereplője a Holnaptól nem szeretlek című rádiós musicalnek, valamint együtt játszott a hazalátogató világhírű magyar dzsesszgitárossal, Szabó Gáborral. Ez az időszak volt Kati legnagyobb sikereinek ideje. Itthon az "év énekesnője" díjat is többször elnyerte.
1975-ben az angol Music Week popzenei szaklap tudósítója által vezetett zsűritől a Music Week Star of the Year (az év [nemzeti] sztárja) díjat kapta, melyet minden évben a európai országok között a legjobb énekesi teljesítményének ítéltek oda. Számtalan televíziós műsor készült vele a kettévágott Németországban, Lengyelországban, és koncertezett egész Európában és a Szovjetunióban.
Kovács Katitól nem állt messze a humor, a kabaré műfaja sem, így sokat dolgozott Hofi Gézával és Koós Jánossal. 1976-ban elkészítették a Kell néha egy kis csavargás című zenés rádiós musicalt és 1979-ben animációs zenés filmjük, a Megalkuvó macskák is óriási siker volt. Ők hárman alkották a zenés paródia műfaj első trióját. Ez idő alatt is folyamatosan jelentek meg nagylemezei. 1975-ben elkészítette következő német nyelvű albumát is (Kati), ami 1976-ban jelent meg a nemzetközi zenei piacon. A következő évben megjelent 9. nagylemeze, Csendszóró címmel, amiből több mint háromszázezer példány kelt el.
1978-ban különleges szerzőpárossal: az Illés-együttes egykori tagjával, Szörényi Leventével és az Omega (együttes) szövegírójával, Adamis Annával készítette új albumát. A lemez igen kalandos úton készült, hiszen Szörényi Levente eddig az albumig szinte kizárólag Bródy Jánossal dolgozott együtt, és egyetlen énekesnőnek, Koncz Zsuzsának írt dalokat. Ez az énekesnő egyetlen úgymond „betiltott” lemeze, amit a Magyar Hanglemezgyártó Vállalat levett a polcokról. Még ebben az évben "a fiatalok igényes szórakoztatásáért, a könnyűzenei műfajban nyújtott több éves magas színvonalú művészi teljesítményéért" , mindössze 33 évesen megkapta az első állami elismerését, az Állami Ifjúsági Díjat.

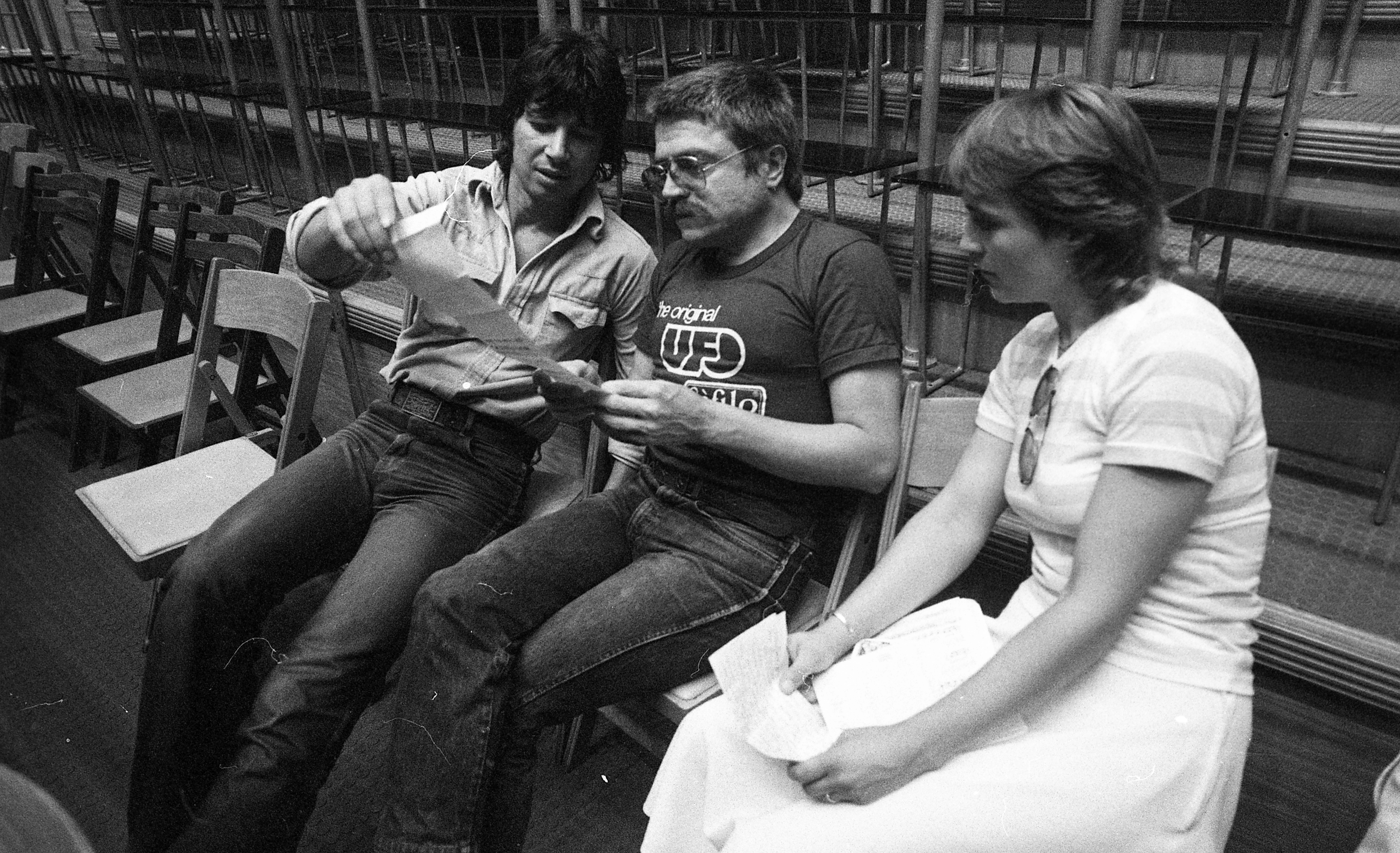
Bródy János, Szörényi Levente és Kovács Kati 1978-ban

### Új időszak kezdete
Az 1970-es évek végétől pályafutásában egy új időszak kezdődött, mivel albumait a V’Moto-Rockkal készítette, dalait Demjén Ferenc írta és Lerch István hangszerelte. Kísérő zenekara pedig a Universal lett, közel tíz év alatt 2300 közös koncertjük volt itthon és külföldön.
1979-től ismét az LGT-vel dolgozott, a Rádióban fellépett Presser Gábor szerző estjén, 1980-ban az együttes kíséretében kislemezre énekelte az Ennyi kell című filmdalt, valamint ez év decemberében a Pop-Meccs gáláján Presser Gábor (dob) és Lerch István (zongora) kíséretében lépett fel. 1979-ben Münchenben adott koncertet, és Dean Reed, ismert amerikai énekes német nagylemezén, illetve koncertjén volt vendég, melyet a tv is közvetített. 1979 decemberében jelent meg a külföldi rendelésre készített Disco Party albuma a Neoton Família együttessel, melyen angol nyelvű diszkósikereket dolgoztak fel. A lemez rövid időn belül aranylemez példányszámban fogyott el, s a későbbiekben még több hasonló lemezt is készítettek (1982, 1983, 1989).
1980-ban Drezdában és Berlinben adott önálló koncertet a Universal együttes kíséretében, valamint még ebben az évben két hónapos turnéja volt Kubában is. 1981. július 11-én szombaton este egyedülálló felkérésnek tett eleget: élő televíziós adásban egyórás koncertet adott a győri Kisfaludy Színházban. Vendégei Sztevanovity Zorán, Lerch István és Bródy János voltak. Egy hónappal később az Újra otthon című dallal harmadszorra is megnyerte a Tánc- és popdalfesztivált, ami egyedül neki sikerült.
1981-ben a Kaláka együttessel Tamkó Sirató Károly Zórád c. versének megzenésített változatát adta elő a Terefere c. tévéműsorban.
1982-ben Presser Gábor – Sztevanovity Dusán nagy sikerű szerzeményét énekelte duettben Zoránnal Játssz még! címmel. A dal az Ifjúsági Magazin és a Magyar Rádió slágerlistáján is első helyen végzett. 1983-ban két hónapot turnézott a Szovjetunióban. Még ebben az évben a V'Moto Rockkal készített Érj utol c. albumán szereplő Így legyen c. dala (Lerch–Demjén) országos sláger volt egész évben, mint ahogy 1984-ben az Elfutok c dal is, amelyet több nyelven is előadtak külföldi énekesek, például Dalida francia énekesnő. 1984-ben Zoránnal turnézott. Az Érj utol c. albumról 1984 szilveszterén mutatták be a Szép szavak c. dalból készült első videóklipjét. 1985 decemberében részt vett a Budapest Sportcsarnokban rendezett magyar Live Aid / Élő segély Afrikáért két napos óriáskoncerten, ahol a hazai rock- és popzene legjelentősebb alakjai léptek fel. 1985-ben Kikivel (az Első Emelet énekesével), 1986-ban Karácsony Jánossal, 1988-ban Balázs Fecóval, 1989-ben Takáts Tamással énekelt duettet. Még 1988-ban megnyerte a Tessék választani! könnyűzenei fesztivált. 1989-ben nagylemezen jelent meg a Kell néha egy kis csavargás c. produkció. Az év nyarán Hofi Gézával turnézott.

### Arendszerváltásután

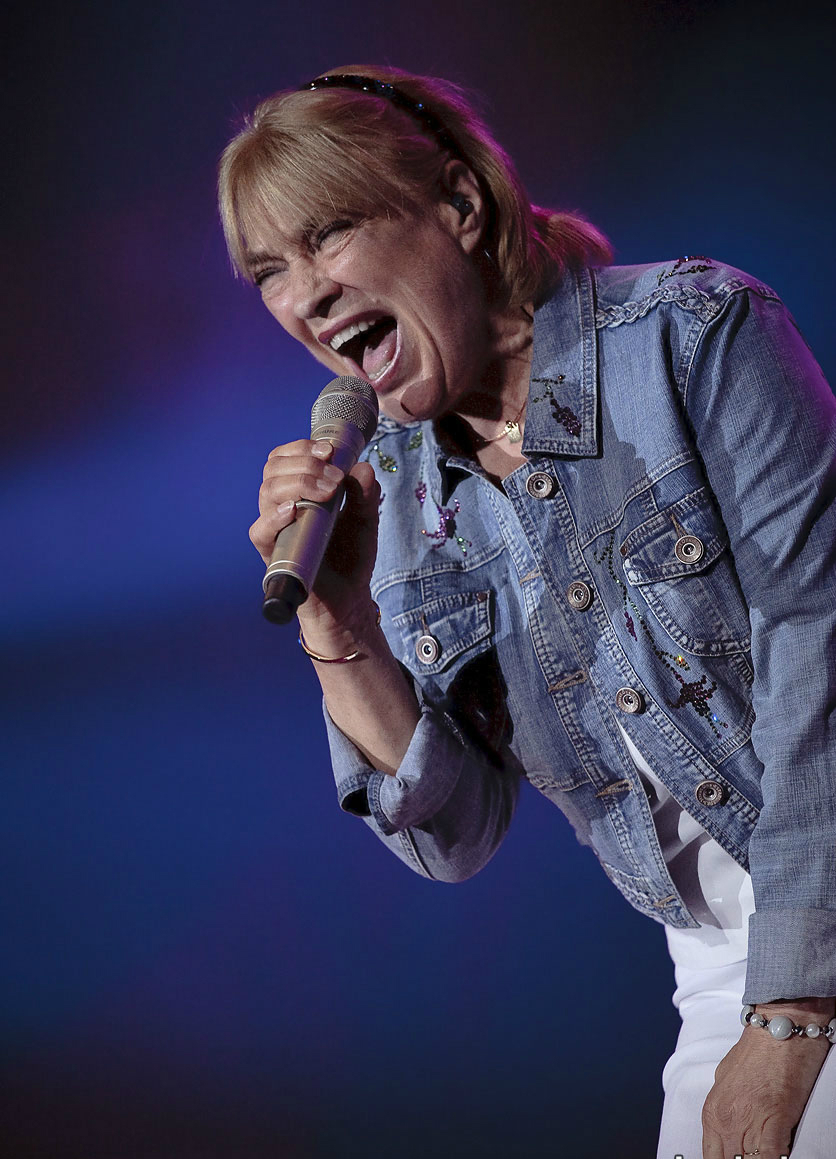
Sziget Fesztivál – Nagyszínpad (2012)

Kovács Kati az 1990-es években továbbra is keményen dolgozott, turnézott, bár a külföldi koncertek száma csökkent. Két-három évente jelentkezett nagylemezzel, de folyamatosan jelen volt a médiában és a színpadokon is. 1990-ben műsorvezetője volt a Siker Kovácsa c. televíziós műsornak, valamint megjelent első CD-je Szólj rám, ha hangosan énekelek címmel. 1991-ben a „Nagy Generáció” tagjaként közreműködött a Várj, míg felkel majd a nap, majd 1992-ben a Fújom a dalt c. dal feldolgozásában és videóklipjében. 1992 nyarán második helyezést ér el a Jobb ez így nekem c. dallal az Egri Táncdalfesztiválon. Ez év őszén új stúdióalbummal jelentkezett Forgószél címmel. Ezekben az években is számos gyermekrajzfilm betétdalát énekelte (Robin Hood, A két tukán, Tekeregér stb.)
1995-ben újra siker robban: Vangelis 1492 c. művére írt az akkori magyarországi valóságról szóló, sokakat szíven ütő magyar szöveget, melyet több kereskedelmi rádió is rendszeresen játszott. Újra tömegek figyeltek fel rá, fiatalok is megismerték, szerették. Még mindig igazi sztárnak számított, akit a múltjáért és jelenéért is szerettek. 1996-tól saját hanglemezkiadójában (Eurovoice) készíti lemezeit, CD-in régi dalai feldolgozásai mellett új magyar szerzemények is szerepeltek. Az 1990-es évek második felében ismét megjelent a német zenei életben, 1996-ban és 1998 is fellépett Berlinben. 1999-ben megjelent 25. nagylemeze: Édesanyámnak szeretettel.

### Az ezredforduló idején
Az évezred fordulóján 1999–2002 között Haumann Péterrel tévéműsort vezetett (Slágertévé), és rendszeresen látható volt a tévécsatornákon. 2006-ban állandó szereplője volt az MTV Szenes-turné c. műsorának. Dalainak örökérvényűsége, a számaiból sugárzó erő és energikus előadásmódja több nemzedéket, generációt vonzott magával, mivel 2005-ben, 2006-ban, 2007-ben és 2008-ban is telt házas koncertet adott az ország legnagyobb koncerttermében, a Művészetek Palotájában. 2007 márciusában német nyelvű felvételeiből Németországban válogatásalbuma jelent meg. 2009-ben magas színvonalú énekesi pályáján a legizgalmasabb fordulatot vette, amikor a fiatalokból álló Qualitons funk-beat együttessel kezdett dolgozni, elsősorban a progresszív dalait helyezték előtérbe. Az énekesnő és a zenekar kapcsolata ősszel indult, az A38 Hajón bemutatott koncerten, melyet a következő évben nagy sikerű országos turné követett. Koncertet adtak többek között az EFOTT-on, a VOLT- és a Sziget Fesztiválon is. Ezt követően az énekesnő állandó fellépője lett a legnagyobb fesztiváloknak.

### 2010-es évek

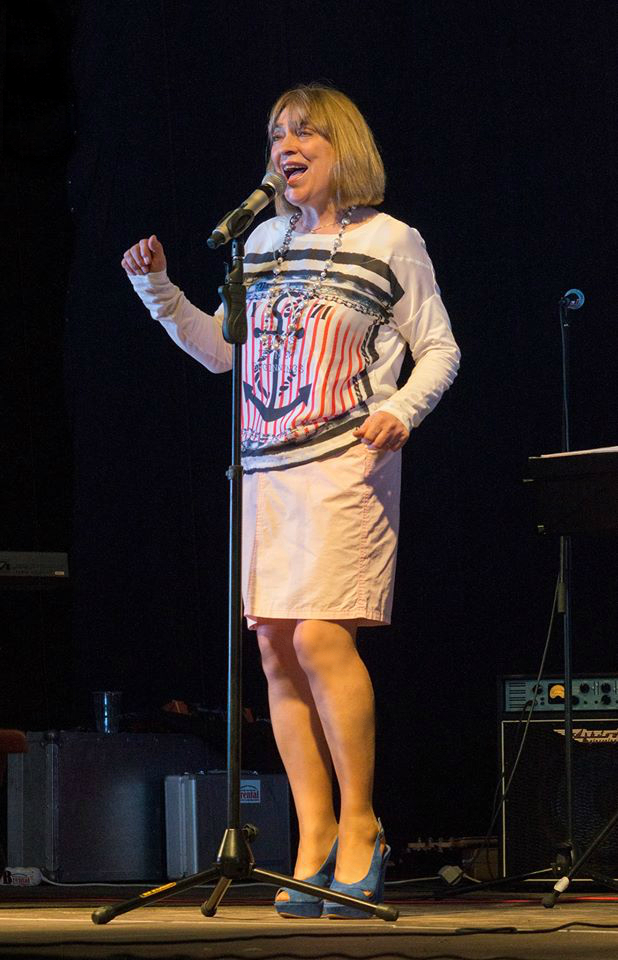
Koncerten (2013)

2011-ben a Smile Zenekarral ismét az EFOTT-on koncertezett. 2012-ben a huszadik, jubileumi Sziget Fesztiválon a Csík zenekar kíséretében lépett színpadra. A különleges alkalomra készítettek egy feldolgozást Daloskönyv címmel, melyben a zenekar és a magyar rockzene legendás képviselői (Kovács Katin kívül Presser Gábor, Szörényi Levente, Bródy János és Hobo) népzenei köntösben adták elő dalaikat. A következő évben az EFOTT nyitónapján a Nemzedéki Hangadó címmel rendezett koncerten, valamint ismét a Csík zenekarral a CAMPUS és a SZIGET fesztiválon lépett fel.
2013 őszétől a No Commerce zenekarával egy 15 állomásos jubileumi koncertturnéra indult, ami a következő év tavaszán is folytatódott. Januártól az M1 A Dal (2014) című eurovíziós dalválasztó műsorának zsűrijének, illetve a 2014-es Eurovíziós Dalfesztivál nemzetközi szakmai zsűrijének egyik tagja volt. 2014 végén zenekarával adventi koncert turnéra indult. 2015. márciusában Napfényes álom címmel jelent meg a Tarsagó kiadónál egy három válogatásalbumot tartalmazó box-set. Ez év szeptemberében Kati az Eger Sikeréért Egyesület alapító tagja lett, majd októberben szülővárosa Eger, Kati pályafutásnak ötvenedik évfordulójának alkalmából országos Kovács Kati Dalversenyt rendezett.
2017. decemberében az MTVA kiadásában, a boltokba került Kiadatlan dalok c. albuma, illetve az énekesnő több mint fél évszázados pályafutását összefoglaló Életút c. DVD-je. A kiadvány alig három hónap alatt aranylemez lett, amit Kati 2018-as tavaszi szimfonikus nagykoncertjén vehetett át a Pesti Vigadóban. Az év októberében Eger önkormányzata és az Eger Sikeréért Egyesület létre hozta a Hollywood Walk of Fame mintájára az Egri Csillagok Sétányát. Az első csillagot Kovács Kati tiszteletére helyezték el október 4-én az Érsek utcában. 2018 áprilisában országos szimfonikus koncertkörútra indult, az ország legnagyobb koncert- és színháztermeiben, sportcsarnokokban és templomokban ad koncertet a saját zenekara, a Monarchia Szimfonikus Zenekar és a Brass4 Fúvós Team kíséretében. A turné a következő évben folytatódott. 2019-es év egy különleges év az énekesnő pályafutásában, hisz egy év alatt, 2 stúdióalbum, 1 koncertalbum, egy koncert DVD és 2 triplapackos box-setje jelentet meg a hazai lemezpiacon, így összesen 10 új kiadvánnyal lepték meg a rajongókat.

### 2020-tól napjainkig
2021-ben ismét együtt dolgozik a Csík zenekarral, Presser Gáborral és Karácsony Jánossal a Dal a miénk! c. turnéban. A pandémia után 2022-ben tavasszal ismét országos turnéra indult saját zenekarával és a Monarchia Szimfonikus Zenekarral kiegészülve. Szeptember 12-én pedig újra telt házas nagykoncertet adott a Budapesti Kongresszusi Központban. Decembertől a Csináljuk a fesztivált! c. televíziós show-műsor egyik szereplője lett, ahol Balázs Fecó Homok a szélben c. dalával a döntőben az 5. helyig jutott. A műsor győztes dala, végül Kati Úgy szeretném meghálálni c. száma lett, amit az "Évszázad slágerének" választottak. 2023 áprilisában a Cziffra György Fesztivál keretein belül, Balázs János Kossuth-díjas zongoraművésszel együtt adtak egy telt házas koncertet a MOM Kulturális Központban, ahol Kati dalait komolyzenei kíséretben énekelte el. A koncert vendége Agárdi Szilvia volt. A fiatal Kossuth-díjas zongoraművésszel a következő évben is több közös produkcióban dolgoznak együtt. Augusztusban a Strand Fesztivál felkérésére Kati összeállt a Blahalouisiana zenekarral, és a Szólj rám, ha hangosan énekelek c. dalból egy új videóklip készült. Ezt követően az énekesnő a zenekar vendégeként fellépett a Budapest Parkban és a Strand Fesztiválon is. 2025. május 27-én a Magyar Posta tematikus bélyeget bocsátott ki az énekesnő arcképével, ezzel tisztelegve több mint hat évtizedes pályafutása előtt. Az 1965-ös Ki mit tud győzelmének 60. évfordulója alkalmából 2025. június 13-án nagysikerű jubileumi koncertet adott Magyarország legnagyobb befogadóképességű fedett stadionjában, az MVM Dome-ban. Kati volt az első magyar énekesnő, akinek önálló koncertje volt ekkora helyszínen.
Jelenlegi kísérő zenekarával több mint 10 éve dolgozik együtt, Kolta Gergő vezetésével. Folyamatosan turnéznak az egész országban, valamint a szomszédos Szlovákiában, Szerbiában és Romániában.

### Rövid összefoglaló
Kovács Kati a magyar könnyűzene legismertebb együtteseivel dolgozott együtt és készítette albumait, így az Illés, Metro, Omega, LGT, V’Moto-Rock, Fonográf együttessel. Dalait pedig olyan élvonalbeli szövegírók és zenészek munkája teszi teljessé, mint Presser Gábor, Szörényi Levente, Demjén Ferenc, Koncz Tibor, Lerch István, Adamis Anna és Szenes Iván.
Pályafutása során művészi tevékenységét szinte minden rangos díjjal elismerték. 1986-ban átvehette a legmagasabb zenei kitüntetést, a Liszt Ferenc-díjat, majd 2014-ben (magyar könnyűzenei kultúrában játszott műfajteremtő szerepéért, határainkon túl is nagy népszerűségnek örvendő, páratlanul gazdag előadóművészi tevékenységéért, több évtizedes művészi pályafutása elismeréseként) megkapta hazája által a kultúra és a művészet területén adható legmagasabb állami elismerést, a Kossuth-díjat. Magas színvonalú zenei munkásságáért a Magyar Államtól még 1978-ban Állami Ifjúsági Díjat, 1980-ban SZOT-díjat, 1994-ben a Magyar Köztársasági Érdemrend lovagkeresztje, 2011-ben (határainkon túl is nagy népszerűségnek örvendő előadóművészete, sokoldalú művészi munkássága elismeréseként) a Magyar Köztársasági Érdemrend tisztikeresztje kitüntetést kapta.
A szakma többek között 2006-ban (a magyar zeneművek bemutatása és megismertetése érdekében végzett kimagasló tevékenységéért) Artisjus Életmű-díjjal, és 2020-ban pedig a Magyar Hangfelvétel-kiadók Szövetsége (MAHASZ), a Fonogram Életmű-díjjal jutalmazta. 2011-ben (a hazai könnyűzenei kultúra megteremtésében és népszerűsítésében betöltött kiemelkedő szerepéért, életművének elismeréseként) Budapest főváros díszpolgárának választották. Művészi tevékenységét elismerve 2013-ban Egerben, 2015-ben pedig Budajenőn is díszpolgárrá avatták. 2021-ben a könnyűzene népszerűsítése és a falvak életminősége fejlesztése érdekében kifejtett életművéért a Magyar Kultúra Lovagja kitüntető címet is megkapta. A következő évben Magyarországon adható egyik legnagyobb presztízzsel és nagy szakmai elismeréssel járó Prima díjat ítélték neki.
Kovács Kati jelenleg is folyamatosan színpadon van, számos nagykoncertje volt többek között az MVM Dome-ban, a Művészetek Palotájában, a Pesti Vigadóban, a Budapest Kongresszusi Központban, az Erkel Színházban, a Budai Parkszínpadon, de fellépett már a Budapest Sportarénában, a Syma Csarnokban, a Népstadionban, a Sziget Fesztivál és az EFOTT nagyszínpadán, de koncertezett olyan helyszíneken is, mint a Mátyás-templom, a szegedi Zsinagóga vagy az A38 Hajó.

### Színésznőként
Kovács Kati sokrétű tehetségét mi sem bizonyítja jobban, hogy pályája során nem csak a zene számtalan műfajában, hanem színésznőkét is láthattuk. Különlegességnek számít, hogy nem végzett színészként film és színpadi prózai szerepekben, valamit szinkronhangként is kipróbálhatta magát.
Táncdalfesztivál-győzelmét követő években olyan neves rendezők kérték fel filmszerepere, mint Jancsó Miklós, Mészáros Márta vagy Bacsó Péter. Első filmszerepét Kardos Ferenc Ünnepnapok című filmjében játszotta, amelyben Koncz Gábor partnereként jelent meg a filmvásznon. Néhány év leforgása alatt több mint tíz filmben szerepelt, a legtöbbjükben főszereplőként. 1968-ban a Filmszemlén, a Mészáros Márta rendezte Eltávozott nap és a Bacsó Péter rendezte Fejlövés című filmekben nyújtott alakításáért az „év legjobb női alakítása” díjat is megkapta. Filmjeiben olyan színészekkel játszhatott együtt, mint Törőcsik Mari, Ruttkai Éva, Kállai Ferenc, Horváth Teri.
A magyar játékfilmekben nyújtott alakításai után külföldi filmek szinkronszerepeit játszotta az évtizedforduló körüli években: Gleb Anatoljevics Panfilov A tűzön nincs átkelés és Michelangelo Antonioni Az éjszaka c. filmjében prózai szinkronszerepet, míg Andrzej Wajda Nyírfaliget c. lengyel filmdrámájában, valamint az Elza és kölykei és A könnyűlovasság támadása c. angol filmben egy-egy, a Forrófej c. jugoszláv krimiparódiában pedig két betétdalt énekelt.
1973-ban a norvég televízió a főszereplésével készítette a Budapesti randevú c. filmet, melyben néhány dal előadása mellett a magyar fővárost mutatja be. A filmben közreműködik a Bergendy-együttes is.
1974-ben az Örökzöld fehérben-feketében c. tévéfilmben is prózai-zenei szerepet kapott: egy riporternőt alakított, aki énekel is. 1977-ben pedig Mészáros Márta Ők ketten c. filmjében jelent meg alakja a mozivásznon. Az 1970-es és 1980-as években összesen öt filmben szerepelt, valamint számos gyermekrajzfilm betétdalát énekelte el, mint például Dot és kenguru, Hugó a víziló vagy az Álmodik az állatkert stb. Az 1990-es években kivételes előadói képességét, színes egyéniségét olyan színházi darabokban kamatoztatta, mint az Atilla – Isten kardja, az István, a király vagy a Mechanikus narancs. Legutóbb alakját a mozivásznon, 2000-ben a Rosszfiúk és 2003-ban a Boldog Születésnapot c. filmekben láthattuk.

### Szövegíróként
Az éneklés és a színészet mellett dalszövegeket is ír. Eddig több mint hatvan zenére írt verset. Egyik legismertebb szövege Vangelis 1492 c. zenéjéhez íródott. Az énekesnő elmondása szerint az épp akkor dúlt Délszláv háború, és annak borzalmai ihlették meg. A zenemű első szöveges változata eljutott magához az Oscar-díjas zeneszerzőhöz is, aki levélben gratulált az énekesnőnek.

### Egyetemi oktatóként
2024 szeptemberében indult a Miskolci Egyetem Kortárs Könnyűzenei alapképzése. A képzés befogadó szervezete a Petőfi Kulturális Ügynökség támogatásával létrehozott Póka Egon Művészeti Akadémia. Az intézmény fő célja a tehetséggondozás, a mindenkori diákok zenei, hangszeres és énekes fejlesztése, támogatása. Az egyetemen választható kortárs könnyűzenei ének szakirány felelőse Kovács Kati lett.

## Nemzetközi sikerek

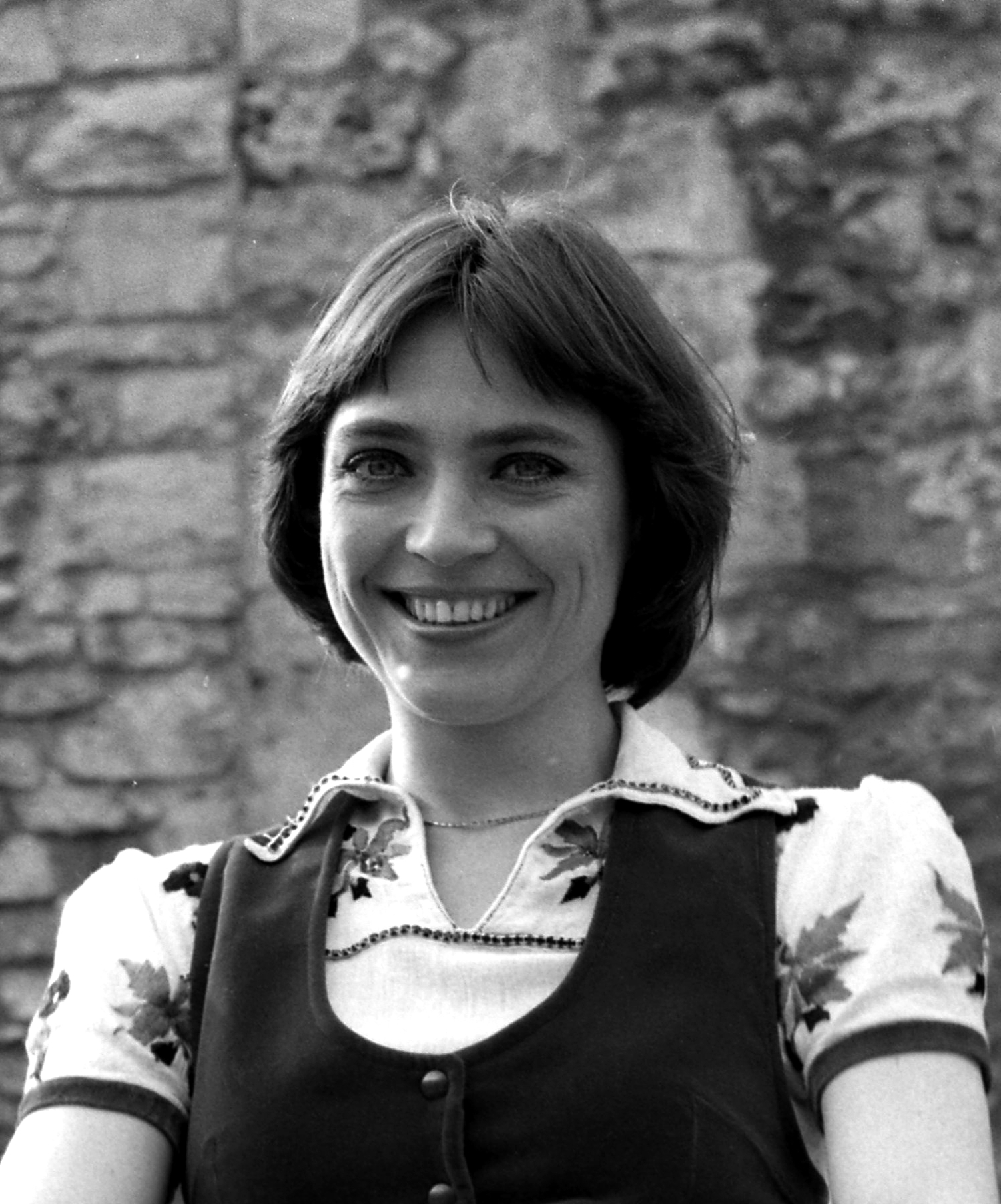
Kovács Kati (1976)

Kovács Kati nem csak itthon, külföldön is sikereket ért el. Bejárta az egész világot kivételes hangjával, az 1960-as évek végétől számos nemzetközi versenyen kápráztatta el a közönséget. 1972-ben Drezdában megnyerte a Nemzetközi Dalfesztivált, 1974-ben Írországban győzött az európai Castlebar Song Contesten. Az első külföldi lemeze 1969-ben jelent meg The Park City címmel. Első külföldi albuma 1974-ben jelent meg az NDK-ban (Kati Kovács), majd 1976-ban (Kati) és 2007-ben (Die großen Erfolge). Öt önálló műsora volt Németországban. Külön TV-show-t rendeztek neki még Lengyelországban, Bulgáriában is. 1974-ben a „legnépszerűbb külföldi énekesnő”, majd 1975-ben a Music Week Star of the Year Award (az év [nemzeti] sztárja) díjat vehette át Angliában. Hamburgban egy stúdióban dolgozhatott a Led Zeppelin együttessel, a svájci Montreux-ben egy TV-show-ban szerepelt a Who együttessel, és duettet énekelt például Gianni Morandival vagy Dean Reeddel is.
Dalait olyan világhírű előadók dolgozták már fel, mint a többszörös Grammy-díjas Christina Aguilera és Nicki Minaj (Woohoo – Add már, uram, az esőt!) vagy Block McCloud (Rainfall – A festő és a fecskék). Bejárta az egész világot, koncertezett az Egyesült Államokban, Kanadában, Angliában, Ausztráliában, Ausztriában, Bulgáriában, Írországban, Kubában, Japánban, Lengyelországban, Németországban, Norvégiában, Olaszországban, Spanyolországban, Svédországban, az egykori NDK-ban, NSZK-ban, Csehszlovákiában és a Szovjetunióban, valamint ma is gyakran ad koncertet a szomszédos országokban: Romániában, Szerbiában és Szlovákiában. Összesen 25 önálló külföldi lemeze jelent meg, többek között Angliában, Japánban, Németországban, Ausztriában, Lengyelországban és Bulgáriában, de jelentek meg dalai és felvételei albumokon az Egyesült Államokban, Csehországban, Olaszországban, Oroszországban.

### Külföldi fesztiválok
Külföldi versenyeken való szereplései.
- 1971 – Oostendei fesztivál – Csapat kategóriában (Koncz Zsuzsával és Zalatnay Saroltával) – 4. helyezés, sajtódíj
- 1971 – Bulgária – Arany Orfeusz Nemzetközi Dalverseny – III. helyezés
- 1972 – Drezda – Nemzetközi Dalfesztivál (Add már, uram, az esőt) – I. helyezés
- 1972 – Japán – Yamaha Fesztivál (Van jó minden rosszban c. dal)
- 1974 – Írország – Castlebar Song Contest (Nálad lenni újra jó lenne; Roses Are Red, Violets Are Blue) – I. helyezés
- 1977 – Lengyelország – Sopot (Elégia, Ha legközelebb látlak)
- 1978 – Szovjetunió – Meldiji Druzej (Elégia) – helyezés nélkül, a dal megjelent nagylemezen oroszul
- 1979 – Ausztria – (Elégia) II–III. helyezés, holtverseny

### Külföldi turnék, koncertek
Külföldi turnék és koncertek. Ez csak a Universal együttes kíséretében 1977 és 1984 közötti turnékat tartalmazza, ezért a lista nem teljes.
- Lengyelország: 1977. október 13. – november 28.
- Jugoszlávia: 1978. október 2. – október 6.
- Szlovákia: 1979. március 26. – április 12.
- Szovjetunió: 1979. június 11. – július 7.
- München: 1979. október 18. – október 21.
- Kuba: 1980. február 18. – március 8.
- Csehország: 1980. április 1. – április 4.
- Drezda Kulturpalast: 1980. szeptember 17.
- Berlin: 1980. október 6. – október 9.
- Kárpátalja: 1980. december 10. – december 22.
- Szovjetunió: Oroszország, Kirgizisztán, Kazahsztán, Szibéria: 1983. január 3. – február 19.
- Szovjetunió: 1984. március 29. – május 15.
- New York: 1985
- Kanada: 1986
- Berlin: 1998

## Érdekességek, rekordok
- Kati 1966-ban a Nem leszek a játékszered c. dalával győzött a Táncdalfesztiválon, ezzel a táncdalfesztiválok történetének első győztese lett. Ezt követően még két alkalommal (1972-ben az Add már, uram, az esőt! c. dallal, 1981-ben az Újra otthon c. dallal) nyert Táncdalfesztivált, ami a női előadók közül, csak neki sikerült.
- 1978-ban különleges szerzőpárossal: az Illés-együttes egykori tagjával, Szörényi Leventével és az Omega (együttes) szövegírójával, Adamis Annával készítette 10. albumát. A lemez igen kalandos úton készült, hiszen Szörényi Levente eddig az albumig szinte kizárólag Bródy Jánossal dolgozott együtt, és egyetlen énekesnőnek, Koncz Zsuzsának írt dalokat. Ez az énekesnő egyetlen úgymond „betiltott” lemeze, amit a Magyar Hanglemezgyártó Vállalat levett a polcokról. (Szörényi Levente többször nyilatkozta, hogy a közhiedelemmel ellentétben nem Koncz Zsuzsa, hanem Kovács Kati volt mindig az, akivel szívesen dolgozott volna).
- Kovács Kati a legtöbb könnyűzenei fesztiváldíjat nyert magyar énekesnő. 1966 – 1992 között számos fesztiválon vett részt, és 8 alkalommal első-díjat, 9 alkalommal legjobb előadó-díjat, 4 alkalommal különdíjat, 2 alkalommal közönségdíjat nyert.
- Nemzetközi népszerűsége ritkaság számba megy a magyar könnyűzenei előadók között. Az év énekesének választották Angliában és Németországban is.
- A magyar hanglemezkiadás történetében Kovács Katinak jelent meg a legtöbb kislemeze. Több mint kilencven kislemeze jelent meg Magyarországon, valamint Angliában, Ausztriában, Bulgáriában, Japánban, Lengyelországban, Nyugat-Németországban, a Német Demokratikus Köztársaságban és a Szovjetunió köztársaságaiban.
- Kovács Kati volt az első magyar énekesnő aki önálló koncertet tartott Magyarország legnagyobb befogadóképességű fedett stadionjában, az MVM Dome-ban.
- Kati sokrétű tehetségét mi sem bizonyítja jobban, hogy pályája során nem csak a zene számtalan műfajában, hanem színésznőkét is láthattuk. Különlegességnek számít, hogy nem végzett színészként több mint húsz film és színpadi prózai szerepekben láthattuk, valamit szinkronhangként is kipróbálhatta magát.
- Kovács Kati az egyik legnagyobb hatású magyar énekesnő, akinek dalait a magyar könnyűzene elmúlt fél évszázadában legtöbbször dolgozták fel. Számait előadták már angolul, németül, franciául, finnül, spanyolul, olaszul, csehül és oroszul.
- Kovács Kati az egyik legtöbbet díjazott magyar énekesnő, pályafutása során több mint hatvan zenei díj, szakmai- és állami kitüntetés, valamint fesztivál helyezés birtokosa.

## Díjak, kitüntetések

### Állami kitüntetések
- Állami Ifjúsági Díj[42] (1978)[22]
- SZOT-díj[33] (1980)
- Liszt Ferenc-díj[33] (1986)
- A Magyar Köztársasági Érdemrend kiskeresztje /polgári tagozat/[33] (1994)
- A Magyar Köztársasági Érdemrend tisztikeresztje[43] (2011)
- Kossuth-díj (2014)[44]

### Szakmai díjak, elismerések, címek
- Ki mit tud? – Országos tehetségkutató verseny – I. díj[33] (1965)
- Év hangja[33] (1965)
- Év énekesnője[45] (1966)
- 1968-as Filmszemlén – Év legjobb női színésznek járó díj[33] (1968)
- Arany Mikrofon-díj (1971)
- Év énekesnője[42] (1974)
- Magyar Rádió és a Magyar Ifjúság – Év énekesnője[46] (1975)
- Popmeccs – Az év énekesnője (1976)
- Pop-Meccs – Az év énekesnője, 2. helyezés (1980)[47]
- Danubius Rádió különdíja[45] (1992)
- A Hungarotontól életműlemezt kapott és a Rock City Csillagok falára felkerült a tenyérlenyomata (1995)
- Záray – Vámosi Kulturális és Művészeti Alapítvány Díja (2002)
- Artisjus Életműdíj (2006)
- Budapest díszpolgára[48] (2011)
- Eger díszpolgára (2013)[49]
- „Heves Megye Nagykövete”-díj (2015)[50]
- Budajenő díszpolgára (2015)
- Dobó kardja-díj (Dobó Kardja Rend, 2015)[51]
- Győr Város Ezüst Emlékéreme (2017, évtizedeken át tartó, színvonalas művészetéért)[52]
- „Egri Csillag” – Eger Hírességek Sétányán (2018)
- Fonogram Életműdíj (2020)[53]
- A Magyar Kultúra Lovagja (2021) [32]
- Prima díj (2022) [54]
- A Magyar Posta az énekesnő arcképével tematikus bélyeget bocsátott ki (hat évtizedes pályafutása előtt tisztelegve, 2025)

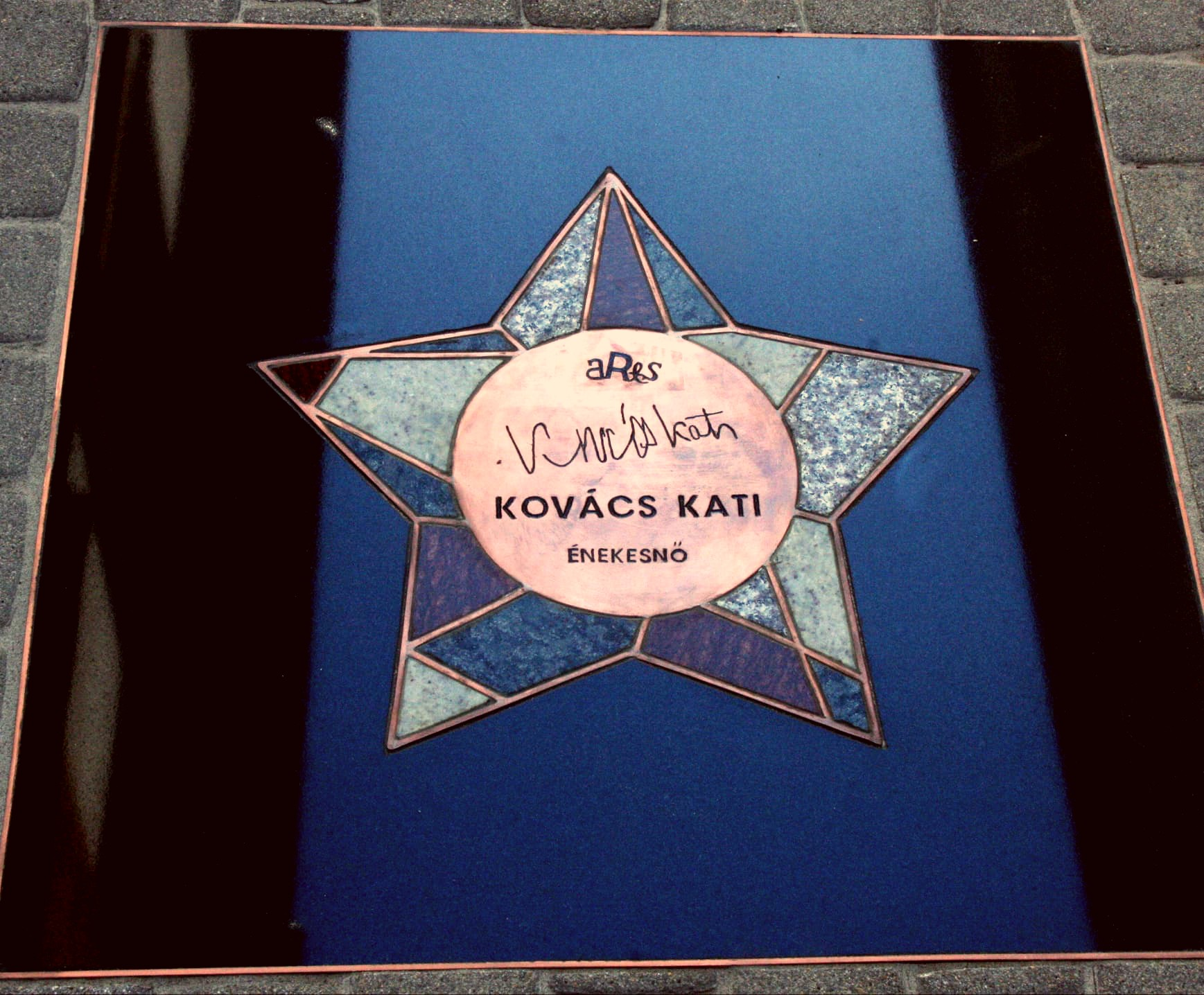
Hírességek Sétánya (Eger, Érsek utca)

- Többször kapott Pepita Arany Oroszlán díjat (1974, 1975, 1977, 1978)[55] (nagy példányszámban eladott lemezeiért)
- Hatszor kapta meg a Magyar Televízió és a Magyar Rádió elnökének Nívódíját[33]
- Öt alkalommal tartották az év legjobb előadójának[33]
- A Szövetség Magyar Veterán Teniszezőkért tiszteletbeli tagja cím[56]
- A keszthelyi „Könnyűzenei Pantheonban” többek között Kati mellszobra is megtalálható, készítette: Túri Török Tibor, szobrászművész.
- Több arany, dupla arany- és platinalemezt, és 1987 ben gyémántlemezt is kapott.

### Fesztiváldíjak, helyezések
- Táncdalfesztivál – Országos Könnyűzenei Verseny – Előadói-díj[57]
- Nem leszek a játékszered dallal – MRT elnökének nagydíja, Magyar zeneművészek Szövetségének különdíja[57] (1966)
- Táncdalfesztivál – Országos Könnyűzenei Verseny – I. díj[57] (1966)
- Made in Hungary '69 fesztiválon – Országos Könnyűzenei Dalfesztivál – Előadói-díj (1969)
- Táncdalfesztivál – Országos Könnyűzenei Verseny – Előadói-díj[33] (1972)
- Táncdalfesztivál – Országos Könnyűzenei Verseny – I. díj[33](1972)
- Made in Hungary '75 fesztivál – Országos Könnyűzenei Dalfesztivál – Előadói-díj (1975)
- Made in Hungary '76 fesztivál – Országos Könnyűzenei Dalfesztivál – Előadói-díj (1976)
- Made in Hungary '76 fesztivál – Országos Könnyűzenei Dalfesztivál – Közönségdíj (1976)[58]
- Tessék választani! '77 fesztivál – Országos Könnyűzenei fesztivál – III. díj (1977)
- Tessék választani! '77 fesztivál – Országos Könnyűzenei fesztivál – Előadói-díj (1977)
- Tessék választani! '78 fesztivál – Országos Könnyűzenei fesztivál – Előadói-díj (1978)
- Tessék választani! '79 fesztivál – Országos Könnyűzenei fesztivál – I. díj (1979)
- Tessék választani! '80 fesztivál – Országos Könnyűzenei fesztivál – Előadói-díj (1980)
- Tessék választani! '80 fesztivál – Országos Könnyűzenei fesztivál – Közönség-díj (1980)[59]
- Táncdalfesztivál – Országos Könnyűzenei Verseny – I. díj[57] (1981)
- Tánc- és popfesztivál – Országos Könnyűzenei Verseny – Előadói-díj[45] (1981)
- Tessék választani! '88 fesztivál – Országos Könnyűzenei Fesztivál – I. díj (1988)
- Táncdalfesztivál – Országos Könnyűzenei Verseny – Előadói-díj[45] (1992)
- Táncdalfesztivál – Országos Könnyűzenei Verseny – II. díj[45] (1992)

### Nemzetközi díjak, helyezések
- Hollandia Nemzetközi Fesztivál – Sajtódíj (1970)
- Bulgária Arany Orfeusz Nemzetközi Dalfesztivál – III. díj (1971)
- Drezdai Nemzetközi Fesztivál – I. díj[33] (1972)
- Castlebar Song Contest – Nemzetközi Dalfesztivál (Írország) – Első helyezés a country kategóriában[33] (1974)
- Németország – A legnépszerűbb külföldi énekesnő díja[33] (1974)
- Music Week Star of the Year Award – (Az Év [nemzet] Sztárja)-díj (Anglia)[33] (1975)
- Év énekesnője – Németország[60] (1976)
- Ausztriai Nemzetközi Dalfesztivál – II. díj[42] (1979)

### Sport eredmények
- Bárdy György Teniszkupa Chang-ág – I. helyezés párosban (2007. május 20.)[61]

## Diszkográfia

### Magyar és külföldi albumok
- Suttogva és kiabálva (Qualiton, stúdióalbum, 1970, újra kiadva: 2018)
- Autogram helyett (Hungaroton-Pepita stúdióalbum, 1972, újra kiadva: 2018)
- Kovács Kati és a Locomotiv GT (Hungaroton-Pepita stúdióalbum, 1974, újra kiadva: 1983, 1994, 2000)
- Kati Kovács (album) (Amiga, német nyelvű stúdióalbum, 1974)
- Intarzia (album) (Hungaroton-Pepita, stúdióalbum, 1975, újra kiadva: 2018)
- Közel a Naphoz (Hungaroton-Pepita, stúdióalbum, 1976, újra kiadva: 1995, 2000)
- Kati (album) (Amiga, német nyelvű stúdióalbum, 1976)
- Rock and roller (Hungaroton-Pepita, válogatásalbum, 1976)
- Csendszóró (Hungaroton-Pepita, stúdióalbum, 1977, újra kiadva: 2018)
- Életem lemeze (Hungaroton-Pepita, stúdióalbum, 1978, újra kiadva: 1994, 2000)
- Szívemben zengő dal (Hungaroton-Pepita, stúdióalbum, 1979, újra kiadva: 2018)
- Kovács Kati Tíz (Hungaroton-Pepita, stúdióalbum, 1980, külföldön is megjelent, angol nyelven, újra kiadva: 2018)
- Érj utol (Hungaroton-Pepita, stúdióalbum, 1983, újra kiadva: 2018)
- Álmodik az állatkert (Hungaroton, stúdióalbum, 1983)[47]
- Szerelmes levél indigóval (Hungaroton-Favorit, stúdióalbum, 1985)
- Kívánságműsor (Kovács Kati-album) (Hungaroton, válogatáslemez, 1986, újra kiadva: 1999)
- Kell néha egy kis csavargás (Hungaroton, duettalbum, 1989, újra kiadva: 1996, 2002)
- Szólj rám, ha hangosan énekelek (Hungaroton, CD-válogatás, 1990, újra kiadva: 1999)
- A Kovács Kati (album) (Hungaroton, CD-válogatás, 1992)
- Forgószél (album) (Craft Records, stúdióalbum, 1992)
- Love Game/Vangelis 1492 (Ka-Ti, stúdióalbum, 1996)
- Különös utakon (Eurovoice, maxi CD-válogatás, 1997)
- A magyar tánczene csillagai 2. (Reader's Digest, CD-válogatás, 1999)
- Édesanyámnak szeretettel (Eurovoice, CD-válogatás, 1999)
- Kincses sziget (album) (Eurovoice, stúdióalbum, 2000)
- Gyere, szeress! (Eurovoice, stúdióalbum, 2002)
- Die großen Erfolge (BMG-Sony, német nyelvű CD-válogatás, 2007)
- Találkozás egy régi szerelemmel (Reader's Digest CD 1 válogatás, 2011)
- Rock and Roller (Kovács Kati-album) (Reader's Digest válogatás CD 2 válogatás, 2011)
- Mammy blue (Reader's Digest válogatás CD 3 válogatás, 2011)
- Átmentem a szivárvány alatt (Reader's Digest válogatás CD 4 válogatás, 2011)
- Nem leszek a játékszered (Hungaroton, válogatásalbum, 2014)
- Van jó minden rosszban (Tarsago CD 1 válogatás, 2015)
- Ennyi kell (Tarsago CD 2 válogatás, 2015)
- Éjszakáról éjszakára (Tarsago CD 3 válogatás, 2015)
- Kiadatlan dalok (Grundrecords, stúdióalbum, 2017)
- Életút (MTVA DVD válogatás, 2017)
- Symphonic Live (BFTK Nonprofit Kft./GrundRecords, koncert DVD a Pesti Vigadóból, 2019)
- Rock and Roller CD1 – Koncertfelvételek (BFTK Nonprofit Kft., koncertfelvételek, 2019)
- Rock and Roller CD2 – Stúdiófelvételek (BFTK Nonprofit Kft. , 2019)
- Oh, yes! (MMM Studio & Records, világslágerek, 2019)[62]
- Kovács Kati összes kislemeze I. – 3CD (MMM Studio & Records, válogatás box-set, 2019)
- Kovács Kati összes kislemeze II. – 3CD (MMM Studio & Records, válogatásalbum, 2019)

Kovács Kati első tíz nagylemeze technikailag korszerűsítve 2018-ban újra megjelentek a Hungarotonnál, valamint 1983 és 2000 között további 6 nagylemeze lett kiadva CD változatban.

### Kislemezek
A magyar hanglemezkiadás történetében Kovács Katinak jelent meg a legtöbb kislemeze. Több mint kilencven kislemeze jelent meg Magyarországon, valamint Angliában, Ausztriában, Bulgáriában, Japánban, Lengyelországban, Nyugat-Németországban, a Német Demokratikus Köztársaságban és a Szovjetunió köztársaságaiban.

### Magyar kislemezek
| - 1966 – Nem leszek a játékszered - 1966 – Szeretném - 1967 – Többé ne telefonálj - 1967 – Bolond az én szívem / Veszíteni tudni kell - 1967 – Csak az igazat / Ráz a villamos - 1967 – Tedd boldoggá / Majd ha beszél a jég - 1967 – Neked se jó - 1968 – Ne lépd át a küszöbömet többé - 1968 – Egy pesti vasárnap - 1968 – Itt van a világ vége / Nem születünk százszor - 1968 – Ne akard őt elrontani / Szerelemben soha nincsen igazság - 1968 – Hol parkoljak? - 1969 – Babák / Hazudik a drága - 1969 – Hull a hó a kéklő hegyeken - 1969 – Jaj, de hideg van - 1969 – Dalmát elégia - 1969 – A festő és a fecskék - 1969 – Jó szerencsét - 1969 – Katicabogár / Keserű a méz - 1970 – Mégis ő / Még van időnk - 1970 – Átmentem a szivárvány alatt - 1970 – Szívkirály / A szerelem - 1970 – Jaj, nem vigyáztam! - 1970 – Rézkilincs / Ezt az egyet akarom - 1970 – Mini vagy maxi? - 1970 – A régi ház körül / Most kéne abbahagyni - 1971 – Fekete madár / Mondd, mi bajod van ? - 1971 – Ninna, nanna - 1971 – Rózsák a sötétben /Mit remélsz? - 1971 – Vihar után /A pesti férfi - 1971 – Csúzlis Tom / Akkor, bizony, furcsa világ lesz - 1971 – Love story ! Free again - 1972 – Kifulladásig / Álom, mutasd meg nekem - 1972 – Hintáslegény / Elmúlás - 1972 – Mammy blue / Te kékszemű - 1972 – Hogy vagy, pajtás? - 1972 – Merre mentél tőlem / Menjünk világgá - 1972 – Egy mákszemnyi szerencse / Soha többet - 1972 – Add már, uram, az esőt!/ Aranyhídon mentem - 1973 – Voltam már jó, rossz / Miért nem sikerül? - 1973 – Úgy, mint ő - 1973 – Arcok a sötétben / Bolond pár - 1974 – Szomorú ló / Ugyanez az utca ez - 1974 – De furcsa ez a világ / Csupasz hold - 1974 – Holnaptól nem szeretlek / Nézlek, amíg alszol - 1974 – Felesleges esték / Minden út érdekes - 1974 – Egy nagy szerelem / Ugye, szép? - 1975 – Találkozás egy régi szerelemmel - 1975 – Akinek nincs baja / Én igazán szerettelek - 1976 – Egy hamvas arcú kisgyerek / Légy mással boldogabb - 1976 – Hogyha elhagysz / Egy nyáron át… - 1977 – Ha legközelebb látlak / Indián nyár - 1977 – Nem leszek a játékszered / Most kéne abbahagyni - 1978 – Megtalálsz engem / Rock tanóra - 1978 – Óh, ha rajtam múlna / Kötődés - 1979 – Bár itt lehetnél / Elmúlt a nyár - 1979 – Fogsz te a fox helyett - 1979 – Jó lenne, ha táncolnál velem / Aludnod kéne már - 1979 – Úgy szeretném meghálálni / Isten hozzád, kedves városom - 1980 – Menetjegy / Ne aludj el - 1980 – Mama Leone / Nem tudjuk még - 1980 – Ennyi kell - 1981 – Újra otthon - 1982 – Hol vagy, Józsi? / Napfényes álom - 1982 – Így legyen / Ne vedd fel a telefont - 1983 – Hívlak / Ne gondolj rám - 1984 – Gyere el, ha bántanak - 1984 – Where you Gonna Run / Take me Home - 1985 – Álmodj, kiskölyök / Johnny és Mary - 1987 – Mindig ami új, az az érdekes - 1987 – Nyújtsd a két kezed - 1988 – Keringő (Magány) / Árnyék |

### Külföldi kislemezek
- 1969 – When the gypsies sing and dance tonight / The park in the city (Ausztria)
- 1969 – Zigeunerliebe (Ausztria)
- 1971 – Jaj, nem vigyáztam (Bulgária)
- 1971 – Solang' es Liebe gibt / Ein Tag im September (NSZK/Ausztria)
- 1971 – Jahr für Jahr / Wenn ich wüsste, dass es Liebe (NSZK)
- 1973 – Daj Boże Deszcz (Lengyelország)
- 1973 – Sunday, Sunday / 悲しみに光さして (Van jó minden rosszban) (Japán)
- 1973 – Wind, komm, bring den Regen her / Komm und laß uns gehn (NDK)
- 1973 – Alles, was du gern hast / Sechnsucht (NDK)
- 1974 – Dzisiejszy świat to (De furcsa ez a világ) (Lengyelország)
- 1975 – Rock and roller (Lengyelország)
- 1975 – I’m Free / Rock and roller (Lengyelország)
- 1975 – Male mir, Sonne /Rock 'n Roller (NDK)
- 1975 – Hej, finger weg / Es regnet immerzu (NDK)
- 1976 – Ha a dobs megengede (Lengyelország)
- 1978 – You don't bring me flowers / Sweet little sixteen
- 1980 – You don't bring me flowers / Sweet little sixteen (NDK)
- 1983 – Где ты, Ёжи? /Солнечный сон (Szovjetunió)
- 1984 – Where You Gonna Run / Take Me Home (Franciaország (MIDEM))
- 2008 – Add Már, Uram, Az Esot! (Egyesült Királyság)

### Gyűjteményes albumok
Kovács Katinak dalai és felvételi jelentek meg, illetve közreműködött még 234 magyar, 32 német, 2 angol, 2 japán, 2 orosz és egy-egy amerikai, osztrák, bolgár, lengyel, olasz és cseh albumon.

## Film és színház

### Játékfilmek
- 1966: Ünnepnapok (prózai szerep, r. Kardos Ferenc)
- 1967: Fejlövés (prózai főszerep, r. Bacsó Péter)
- 1968: Eltávozott nap (prózai főszerep, r. Mészáros Márta)
- 1968: A Hamis Izabella (prózai főszerep, r. Bácskai Lauró István)
- 1968: Holdudvar (prózai főszerep, r. Mészáros Márta)
- 1969: Fényes szelek (prózai szerep, r. Jancsó Miklós)
- 1977: Ők ketten (énekes epizódszerep, r. Mészáros Márta)
- 1993: Attila, Isten kardja (prózai és énekes szerep r. Koltay Gábor)
- 1999: Rosszfiúk (énekes epizódszerep, r. Sas Tamás)
- 2003: Boldog születésnapot (prózai és énekes szerep r. Fazekas Csaba)

### Tévéfilmek
- 1973: Budapesti randevú (Stevnemøte i Budapest, norvég tv-film)[63]
- 1974: Örökzöld fehérben-feketében (tv-film, prózai és énekes szerep, r. Szász Péter)
- 1976: Farsangi kabaré[64][65]
- 1990: Kártyaaffér hölgykörökben (tv-film, énekes epizódszerep)

### Színpadi szerepek
| Darab                 | Szerep           | Helyszín                         | Bemutató            |
| --------------------- | ---------------- | -------------------------------- | ------------------- |
| Mechanikus narancs    | Miniszterasszony | Madách Kamara Színház            | 1991. november 14.  |
| István, a király      | Sarolt           | Sevillai világkiálításon         | 1992. május 23.     |
| Atilla – Isten kardja | Réka, úrnő       | Margitszigeti Szabadtéri Színpad | 1993. augusztus 19. |
| Ilyenek voltunk       | Titkárnő         | Piccolo Színház                  | 2005. február 11.   |

### Szinkronszerepek
- 1968: A tűzön nincs átkelés (szovjet film, prózai szinkron)
- 1970: Az éjszaka (olasz film, prózai szinkron, r. Michelangelo Antonioni, sz. r Márkus Éva)
- 1972: Elza kölykei (film; szinkron, dal)
- 1975: Hugó, a víziló (énekes szinkron, r. Gémes József)
- 1987: Miss Arizona (énekes szinkron, r. Sándor Pál)
- 1993: Árnyakkal csatázva (Sombras en una batalla) (spanyol film, prózai szinkron)

### Rádiójáték
- 1971 A kommün napjai – Bertolt Brecht drámájának rádióváltozata. Ének: Kovács Kati[69] (Ismétlés: 1973.03.29.)[70]
- 1974 Holnaptól nem szeretlek – rádiós musical főszereplője (próza, ének). Kísér: Gemini együttes. Zene: Victor Máté, szöveg: Huszár Erika.
- 1976 Kell néha egy kis csavargás – zenés játék. Szereplők: Hofi Géza, Koós János, Kovács Kati. Zene: Malek Miklós, szöveg: Hofi Géza, Szenes Iván.
- 1984 Házasságtörés – Leonyid Zorin vígjátéka. Betétdal: Még el sem indult (Victor Máté–Szenes Iván)[71]

### Filmbetétdalok
- 1967: Nyár a hegyen (Neked se jó c. dal)
- 1968: Eltávozott nap (Eltávozott nap c. dal)
- 1968: A hamis Izabella (főcímdal)
- 1970: A könnyűlovasság támadása (szinkronizált angol film, a cappella ének)[72]
- 1971: Nyírfaliget (szinkronizált 1970-es lengyel filmdráma, rendező: Andrzej Wajda, a capella ének)
- 1972: Forrófej (szinkronizált jugoszláv bűnügyi film, 2 dal)[73]
- 1972: Mézga Aladár különös kalandjai, 5. epizód: Musicanta (Legtöbb nap és Kormos a tető c. dal)[74]
- 1974: Örökzöld fehérben-feketében (A szél suhan… c. dal)
- 1976: A kenguru (Nem biztos semmi c. dal)
- 1977: Ők ketten (Nálad lenni újra jó lenne)
- 1980: Dédelgetett kedvenceink (Kérdés önmagamhoz)
- 1988: Miss Arizona (a főszereplő Hanna Schygulla énekhangja, 6 dal Sztevanovity Dusán szövegeivel)
- 1990: Kártyaaffér hölgykörökben
- 1993: Atilla – Isten kardja
- 1994: rajzfilmek (lásd: Gyerekeknek)
- 1995: Vasalatlanok (olasz sorozat, rap Kiddel)
- 1997: Helló, Doki! (főcímdal)
- 1999: Rosszfiúk (A festő és a fecskék)
- 2000: Macerás ügyek (Egy hamvas arcú kisgyerek)
- 2001: Az utolsó blues (Ha legközelebb látlak)
- 2003: Boldog születésnapot (Egy nyáron át)
- 2003: Mammy Blue (Mammy blue c. dal)

### Gyerekeknek
- 1975: Hugó, a víziló (rajzfilm; több betétdal)
- 1981: Dot és a kenguru
- 1985: Gyerekrablás a Palánk utcában (magyar film)
- 1985: Álmodik az állatkert (film; dalok, Lerch István dalai)
- 1994: Robin Hood (rajzfilmsorozat; konferálás, dal)
- 1995: Tekeregér (rajzfilmsorozat; dal)
- 1995: A két tukán (rajzfilmsorozat; dal)

## Zenésztársai

### Zeneszerzők
- Bágya András (7 dal) pl.: Én igazán szerettelek
- Gábor S. Pál (7 dal) pl.: Úgy szeretném meghálálni
- Koncz Tibor (kb. 100 dal) pl.: Add már, uram, az esőt!
- Lerch István (kb. 25 dal) pl.: Elfutok
- Presser Gábor (11 dal) pl.: Rock and roller
- Szörényi Levente (11 dal + 2 rockopera) pl.: Életem lemeze
- Somló Tamás (6 dal) p.: Az eső és én
- Gyulai Gaál János, Tolcsvay László, Barta Tamás, Wolf Péter, Malek Miklós, Fényes Szabolcs, Latzin Norbert, Schöck Ottó, Dobsa Sándor, Fáy András, Aldobolyi Nagy György, Tardos Péter, Tolcsvay Béla, Victor Máté, Menyhárt János, Holló József, Kaszás Péter, Darvas Ferenc, Kovács György stb.

### Szövegírók
- Adamis Anna (27 dal) pl.: Szólj rám, ha hangosan énekelek
- Bradányi Iván (kb. 25 dal) pl.: Indián nyár
- Demjén Ferenc (kb. 25 dal) pl.: Elfutok
- Szenes Iván (53 dal) pl.: Add már, uram, az esőt
- Sztevanovity Dusán (30 dal) pl.: A festő és a fecskék
- S. Nagy István (kb. 10 dal) pl.: Sose fog el a félelem
- Sülyi Péter (16 dal) pl.: Rock tanóra
- Hajnal István, Tolcsvay Béla, Horváth Attila, Heilig Gábor, Vándor Kálmán, Huszár Erika, Vilmányi Gábor stb.

### Kísérőzenekarok koncerten, stúdióban, lemezen
- 1967–1968 Illés-együttes (koncert, stúdió, lemez)
- 1967–1968 Omega (együttes) (koncert, stúdió, lemez)
- 1968–1970 Metro (együttes) (koncert, stúdió, lemez)
- 1969–1972 Express (együttes) (koncert, stúdió, lemez)
- 1970 Bergendy-együttes (lemez)
- 1970–1972 Tolcsvay-trió (koncert, stúdió, lemez)
- 1972 Syrius[75] (koncert)
- 1971–1974 Juventus (együttes) (koncert, stúdió, lemez)
- 1973–1975 Hungária (együttes) (koncert, stúdió, lemez)
- 1974–1982 Locomotiv GT (koncert, stúdió, lemez)
- 1974–1976 Gemini együttes (koncert, stúdió, lemez)
- 1974–1977 V'73 (koncert, stúdió, lemez)
- 1977–1987 Universal (koncert, stúdió, lemez)
- 1978 Fonográf (stúdió, lemez)
- 1978–1984 V’Moto-Rock (stúdió, lemez)
- 1995–1996 Jazz Mine együttes (koncert)
- 2006–2011 Headline Band (koncert)
- 2009–2010 The Qualitons (koncert)
- 2011– No Commerce (koncert)
- 2018- Monarchia Szimfonikus Zenekar (koncert)

Egy-egy alkalommal olyan formációkkal is dolgozott, mint a Kaláka együttes vagy a Csík zenekar.

### Duettek, tercettek, kvartettek
- Agárdi Szilviával: A régi ház körül (koncert, 2023)
- Aradszky Lászlóval: Egy pesti vasárnap (1968); Mindennap találkozhatnánk (1998)
- Balázs Fecóval: Forog a kerék (1988)
- Balázs Péterrel: Őrülten száguldok (1974)
- Bajor Imre: Lazítani (1997, tv felvétel)
- Bereczki Zoltánnal: Most kéne abbahagyni (2014, tv felvétel)
- Blahalouisiana-val: Szólj rám, ha hangosan énekelek (2023)
- Charlieval: Mindenki valakié (2009, koncert); Az légy, aki vagy (2023, koncert)
- Cserháti Zsuzsával: Szövőnők dala (1985)
- Csepregi Évával, Mary Zsuzsival, Szűcs Judithtal: Bakeliten nevelkedtünk – Lemezbörze (2004)
- Csík zenekarral, Majorosi Mariannaval: Addig éltem világimat (2012, koncert)
- Dean Reeddel: Sweet little sixteen; You don't bring me flowers (1980)
- Demjén Ferenccel: Hogyan tudnék élni nélküled? (2016, koncert)
- Demjén Ferenccel, Charlieval, Frenreisz Károllyal, Szörényi Leventével, Zsédával: Bölcsönk a föld (2016, koncert)
- Friderikusz Sándor: Fogsz te a fox helyett charlestont járni (1993, tv felvétel)
- Halász Judital és Miklósa Erikával: Azért vannak a jóbarátok (2024, koncert)
- Harangozó Terivel: Babák (1969)
- Hegyi Barbara: Keringő, [Miss Arizon c. film egyik betétdala] (2021, koncert)
- Hofi Gézával: Fogsz te a fox helyett charlestont járni (1976); Elhúzom a nótámat (1989)
- Jakab Györggyel (Neoton família): Guilty (1982)
- Karácsony Jánossal (LGT): Kérlek, fogadd el (1986)
- Kikivel: Satellite (1985)
- Király Tamás: Mindig van valami baj veled (1981)
- Koós Jánossal: Mini vagy maxi (1970); Hogy vagy, pajtás? (How do you do) (1972)
- Korda Györggyel: Szalmaláng (2007, tv felvétel)
- Kovács Apollónia, Kovács Erzsi, Kovács Zsuzsa: A négy kovács (1987)
- Lerch Istvánnal: Így legyen (1982)
- Lovasi Andrással: El ne hagy magad (2010, koncert)
- Miller Lajos és Szinetár Dóra: Égjen a szívünkben a láng (1988)
- Mikó Istvánnal: Marcipán föld (1990)
- Nagy Bandó Andrással: Color Star (1987)
- Novák Péterrel: Gimme Shelter (koncert, 1994)
- Pa-dö-dő-vel (Lang Györgyi, Falusi Mariann): Anya csak egy van (1994)
- Presser Gáboral, Karácsony Jánosal és a Csík zenekarral: Szólj rám, ha hangosan énekelek (2021, koncert)
- Psota Irénnel: Gyere Josephine (1989)
- Puskás Peti, Rúzsa Magdolna, Caramel: Himnusz (Nemzeti Színház koncert, 2019)
- Radics Gigi: Ha legközelebb látlak (2013, koncert)
- Sebestyén Mártával, Gubik Petrával és Szakács Gergővel (Follow the Flow): Ha legközelebb látlak; Rock and Roller (2024, Művészetek Palotája koncert)
- Soltész Rezsővel: Féltelek (1991); Szilveszter-sziget (1988); Magam vagyok, nincs párom (1988, koncert); Ha elkezd esni az eső (1986, koncert)
- Somló Tamással: El ne hagyd magad (1976)
- Székhelyi Józseffel: Johnny (1987)
- Szörényi Leventével: A zene, az a bor; Ima (1978)
- Sztevanovity Zoránnal: Játssz még! (1982); Kócos kis ördögök (1997)
- Takács Nikolassal: Ha legközelebb látlak (2010, tv felvétel)
- Takáts Tamással: Aphrodité gyermekei II. (1989)
- The Biebers, Puskás Peti: Szólj rám ha hangosan énekelek (Nemzeti Színház, koncert, 2019)
- Tolcsvay László: Láttam, ne tagadd (1972)
- Végvári Ádámmal: The Look (1989)
- Vikidál Gyulával: A szeretet az út (1994); Óévbúcsúztató (1985); Gyertek csak, ’90-es évek (Magyar–magyar baráti társaság, 1989)[76]
- Vitray Tamással: Csak egy C betű (1999, tv felvétel)
- Zoltán Erikával és Peter Šrámekkel: Szerelem az első vérig (2015, koncert)

## Televízió

### Vetélkedők, fesztiválok
Kovács Kati pályafutása során számos televíziós vetélkedőn és könnyűzenei fesztiválon vett részt.
- 1962:[77] Ki mit tud? (Magyar Televízió)
- 1964: országos, városok közötti televíziós vetélkedő műsor (MTV)
- 1965: Ki mit tud? (MTV)
- 1966: első Táncdalfesztivál (Magyar Televízió), Made in Hungary
- 1967: Táncdalfesztivál, Made in Hungary
- 1968: Táncdalfesztivál, Made in Hungary
- 1969: Táncdalfesztivál, Made in Hungary
- 1970: Tessék választani!, Made in Hungary
- 1971: Táncdalfesztivál, Made in Hungary
- 1972: Táncdalfesztivál, Made in Hungary
- 1973: Tessék választani!, Made in Hungary
- 1974: Made in Hungary
- 1975: Tessék választani!, Made in Hungary
- 1976: Made in Hungary
- 1977: Tessék választani!
- 1977: Metronóm '77 III. elődöntő, Gála
- 1978: Tessék választani!
- 1979: Tessék választani!, Made in Hungary
- 1980: Tessék választani!
- 1981: Tánc- és popfesztivál
- 1982: Tessék választani!
- 1983: Made in Hungary
- 1984: Tessék választani!
- 1985: Tessék választani!
- 1986: Tessék választani!
- 1988: Tessék választani!
- 1989: Tessék választani!
- 1992: Egri táncdalfesztivál
- 2022–2023: Csináljuk a fesztivált!

### Lemezbemutató műsorok
- 1971. július 10. 21:05–21:45 Suttogva és kiabálva (tv-show)[78]
- 1974. július 16. MTV 2. műsor, 20:15 Kovács Kati és a Locomotiv GT (közös show a Bummm! és a Kovács Kati és a Locomotiv GT c. albumokból)
- 1977. október 22. Egymillió fontos hangjegy (a Csendszóró c. album bemutatója)'
- 1979. április 21. Egymillió fontos hangjegy (az Életem lemeze c. album bemutatója)
- 1980. május 2. Egymillió fontos hangjegy (a Szívemben zengő dal c. album bemutatója, közönség előtti playback-koncert a KEK-en, a V'Moto-Rock színpadi kíséretében)
- 1985. szeptember 11. Érj utol (tv-show, r. Tánczos Gábor, közreműködik a V'Moto-Rock)

### Koncertfelvétel
- 1977. július 23. Metronóm '77 III. elődöntő, Gála
- 1981. július 11. KOVÁCS KATI-KONCERT – kísér Koncz Tibor és az Universal együttes (ÉLŐ ADÁS a Győri Nemzeti Színházból. Vendégei: Bródy János, Sztevanovity Zorán, Lerch István
- 1995. december 3. KOVÁCS KATI JUBILEUMI KONCERTJE – kísér Koncz Tibor és Jazz Mine együttes (1995. július 14-ei nagykoncert felvétele a Budai Parkszínpadról)
- 2019. január 5. Kovács Kati Symphonic Live (2018. április 11-ei koncert felvétele a Vigadóból)
- 2020. szeptember 30. Raktárkoncert
- 2023. január 16. Akusztik Legendák – Kovács Kati

### Portréműsorok
- 1995. január 7. Portré Kovács Katiról
- 1995. augusztus 20. Szofi Top 10 (ÉLŐ adás, TV3)
- 1998. Kincsestár – Kovács Kati pályája
- 2004. október 23. Amiről beszélnek' című műsor (M1) – Kovács Kati jubileumi műsora Szenes Andreával.
- 2006. állandó szereplője a Szenes Turné című műsornak M1.
- 2006. október 26. XXI. század a legendák velünk élnek – Kovács Kati negyven éve sztár. (RTL Klub)
- 2007. március 31. Rivalda (Duna Tv) – Kovács Kati sikereit mutatja be. Vendégei (km. Szörényi Levente, Mészáros Márta, Kanyó Béla, Mohai Gábor, Koncz Tibor, ifj. Kovács Katalin, Rúzsa Magdi)
- 2008. március 22. Rocklexikon című műsor – ahol a magyar rock zene nagy alakjainak életpályáját mutatják be. Kovács Kati karrierjét mutatja be. M1 (televízióadó), M2 (televízióadó)
- 2009. december 3. Sztársáv című műsor – a művésznő pályája kezdetét mutatja be. Vendégei Horváth Charlie, Varga Ferenc és Balássy Betty M1 (televízióadó)
- 2011. január 4. XXI. század a legendák velünk élnek (Kovács Kati a hangok királynője) – külföldi sikereit és pályáját mutatják be. (RTL Klub)
- 2011. január 16. a Favorit című műsor (kivételes emberek kivételes életét mutatták be) – Kovács Kati filmes karrierjéről szól. (ATV)
- 2012. március 10. Lélek Boulevard – Kovács Kati élete (Duna Televízió/Duna World)
- 2013. március 5. Húzós c. közéleti műsor (ATV)
- 2013. június 27. Propaganda c. kulturális műsor, (Az énekesnőről készült portréműsor) (TV2)
- 2013. október 19. Hogy volt?! – Kovács Kati (vendégek: Malek Miklós, Horváth Charlie, Koncz Tibor, Király Tamás, Kovacsics András)
- 2016. december 1. Kép-regény – Kovács Kati (Hír TV)
- 2021. május 2. Hogy volt?! – Kovács Kati kedvencei (Duna Televízió)
- 2023. június 30. Nyári emlékek – Hogy volt?! – Kovács Kati (Duna Televízió)
- 2025. május 14. NŐSZINTÉN Kadarkai Endrével – Kovács Kati (RTL)

### Egyéb televíziós szereplések
- 1990. A siker kovácsa (Kovács Kati show az Orfeumban); vendégek: Gianni Morandi, Mikó István – Magyar Televízió
- 2007. Csillag születik (vendégelőadó – extra produkció) – RTL Klub
- 2009. Csillag születik (vendégelőadó – közös produkció) – RTL Klub
- 2010. X faktor (vendégelőadó – duett Takács Nikolas-szal) – RTL Klub
- 2013. Az ének iskolája (tantestület tagja) – TV2
- 2014. január 25. – február 22. – a Magyar Televízió hat részes, A Dal című eurovíziós dalválasztó műsornak az egyik zsűritagja Rákay Philip, Csiszár Jenő és Rúzsa Magdi mellett.
- 2015. Az ének iskolája (tantestület tagja) – TV2

### Műsorvezetőként
Kovács Kati az éneklésen, a színészeten és a dalszövegíráson kívül, több alkalommal műsorvezetőként is bemutatkozott.
| Műsor cím                           | TV és Rádió      | Év        |
| ----------------------------------- | ---------------- | --------- |
| Kovács Kati-show                    | Magyar Televízió | 1970      |
| Egy férfi és egy nő (Koós Jánossal) | Magyar Televízió | 1970      |
| Ismerős hangok (Varga Józseffel)    | Magyar Televízió | 1975      |
| Slágertévé (Haumann Péterrel)       | Magyar Televízió | 1999-2002 |

## Rádió
- 1975. május 1. Kovács Kati előadóestje, Km.: Apostol e., Harmónia Énekegyüttes, a Stúdió 11 Zsoldos Imre és Dobsa Sándor vezetésével, az MR. Vonós Tánczenekara, vez.: Balassa P. Tamás, Kossuth Rádió, 20:49
- 1979. április 26. Presser Gábor szerzői estje kísér: Locomotiv GT
- 1980. október 8. Kovács Kati előadóestje, kísér az Universal. A Tíz és a Szívemben zengő dal c. album dalai
- 1985. december 28. Mondd, mennyit ér egy falat kenyér Élő segély Afrikáért
- 1987. Pesttől Pestig
- 2003. január 5. Promenád
- 2009. december 12. Sztárportré
- 2010. október 2. és október 9. A Metró Klubtól a Szigetig (Kossuth rádió)
- 2012. október 4. Budapesti Arcok (Juventus Rádió)
- 2013. június 26. Szigorúan nyilvános (Lánchíd Rádió)
- 2013. szeptember 2. Kultúrfitnesz (Petőfi Rádió)
- 2014. március 20. Kettesben (Lánchíd Rádió)
- 2014. június 28. Öltöző (Juventus Rádió)
- 2018. július 22. Sztársáv extra (Retro Rádió)
- 2018. december 29. Dalra magyar (Petőfi Rádió)
- 2020. június 4. Sláger Ikon (Sláger FM)
- 2021. május 3. Abaházi Presszó (Retro Rádió)

## Dalok

### Slágerei
- 1965: Sóhaj
- 1966: Nem leszek a játékszered
- 1967: Hull a hó a kéklő hegyeken
- 1967: Veszíteni tudni kell
- 1967: Bolond az én szívem
- 1968: Szerelemben soha nincsen igazság
- 1969: Hazudik a drága
- 1969: Jaj, de hideg van
- 1969: A festő és a fecskék
- 1969: Jó szerencsét!
- 1970: Most kéne abbahagyni
- 1970: A régi ház körül
- 1970: Vésd bele egy fába
- 1970: Volt egy régi nyár
- 1970: Átmentem a szivárvány alatt
- 1971: Mit remélsz
- 1972: Mammy blue
- 1972: Add már, uram, az esőt!
- 1974: Egy nagy szerelem (Szalmaláng)
- 1974: Rock and roller
- 1974: Szólj rám, ha hangosan énekelek
- 1974: Az eső és én
- 1974: Sorsom
- 1974: De furcsa ez a világ
- 1975: El ne hagyd magad
- 1975: Találkozás egy régi szerelemmel
- 1975: Nálad lenni újra jó lenne
- 1975: A legszebb tévedés
- 1976: Ha a dobos megengedné
- 1976: Hogyha elhagysz
- 1976: Tíz év az úton
- 1976: Éjszakáról éjszakára
- 1976: Egy hamvas arcú kisgyerek
- 1977: Ha legközelebb látlak
- 1977: Indián nyár
- 1977: Búcsú
- 1977: Mindent, ami szép
- 1977: Elégia
- 1978: Mama Leone
- 1978: Te
- 1978: Ha hiszel benne fiú
- 1978: Életem lemeze
- 1978: Kötődés
- 1979: Úgy szeretném meghálálni
- 1979: Szívemben zengő dal
- 1980: Mondd gondolsz-e még arra
- 1980: Az én időm
- 1980: Menetjegy
- 1981: Hol vagy Józsi?
- 1981: Újra otthon
- 1982: Játssz még!
- 1982: Így legyen
- 1983: Elfutok
- 1983: Taxidal
- 1984: Napfényes álom
- 1985: Piedone
- 1985: Légy napfény
- 1985: Johnny és Mary
- 1985: A névtelen banda
- 1985: Jajj de jó, hogy voltál
- 1992: Jobb ez így nekem
- 1992: Kicsi gyere most
- 1992: Átkozottul fáj
- 1996: Vangelis 1492
- 1997: Búcsúzni kell (Time to Say Good-bye
- 2001: Gyere, szeress!
- 2001: Kinek a szíve még sose fájt
- 2005: Semmim sincsen
- 2018: Az én napom

### Énekes-paródiák
Kovács Kati paródiával is foglalkozik, többek között Szandi, Cserháti Zsuzsa, Honthy Hanna, Galambos Erzsi, Anastacia, Giorgia, sőt Charlie és Louis Armstrong hangját is tudja utánozni:
- Anastacia: One day in your life
- Cserháti Zsuzsa: A boldogság és én
- Galambos Erzsi: Ma éjjel táncolnék
- Giorgia: Take It Or Leave It (koncert, 1986)
- Honthy Hanna: Hajmási Péter, Hajmási Pál; (Sylvia dala a Csárdáskirálynőből)
- Horváth Charlie: Jég dupla whiskyvel
- Louis Armstrong: Wonderful World
- Szandi: Szerelmes szívek

### Más magyar és külföldi előadók által feldolgozott dalai
Kovács Kati az a magyar énekesnő, akinek dalait a legtöbbször dolgozták fel. Dalait előadták már angolul, németül, franciául, finnül, spanyolul, olaszul, csehül és oroszul.

### Magyar feldolgozások
- 1966 Németh József: Nem leszek a játékszered
- 1966 Psota Irén: Nem leszek a játékszered (paródia)
- 1968 Ambrus Kyri: Szerelemben soha nincsen igazság
- 1968 Illés: Eltávozott nap
- 1968 Metro: Álmodozom a világról
- 1970 Katona Klári: Nem leszek a játékszered
- 1972 Expressz: Mammy blue
- 1972 Maróti Magdolna: Kifulladásig
- 1974 Gemini: Holnaptól nem szeretlek
- 1974 Nagy Éva: Voltam már jó, rossz
- 1974 Cserháti Zsuzsa: Adagio
- 1975 Locomotiv GT: Szólj rám, ha hangosan énekelek; Az eső és én; Várlak; Tanítsd meg a gyerekeket; Szabad vagyok; Ismersz jól; El ne hagyd magad
- 1975 Szűcs Judith: Remélem azt
- 1976 Késmárky Marika: Hát így is jó
- 1976 Hofi Géza: Találkozás a régi egeremmel (Találkozás egy régi szerelemmel); Én igazán zavartalak (Én igazán szerettelek) – paródiák a Macskaduett c. dalban
- 1976 Lorán Lenke: Találkozás egy régi szerelemmel
- 1980 Serfőző Anikó: Ahogy nőnek a gyerekek (Warum Bleibt Man Nicht Immer Kind) [79]
- 1982 Darvas Iván: Tanítsd meg a gyerekeket
- 1982 Ruttkai Éva: Ima
- 1983 Nagy Feró és a Bikini: Nem leszek sohasem
- 1985 Expressz: Volt egyszer egy dal (Add már, uram, az esőt!; Menjünk világgá)
- 1985 Expressz: Rock and roll made in Hungary (Ha a dobos megengedné)
- 1989 Katona Klári: Kötődés; Játssz még
- 1992 Szulák Andrea: Rock and roller
- 1993 Soltész Rezső: Hogyan mondjam el (Everything I Do I Do It For You) (Mindent érted)
- 1994 Tolcsvay Béla és Tolcsvay László: Átmentem a szivárvány alatt
- 1994 Hevesi Tamás: Szólj rám, ha hangosan énekelek
- 1994 Berentei Péter: Úgy szeretném meghálálni; Találkozás egy régi szerelemmel; Csak félemberek voltunk
- 1994 Marcellina: Nem leszek a játékszered; Átmentem a szivárvány alatt
- 1995 Tárkányi Tamara: Álom, mutasd meg nekem
- 1995 Szekeres Adrien: Várlak
- 1995 DJ Yano: Mondd, gondolsz-e még arra?
- 1996 Takáts Tamás Dirty Blues Band: Várlak
- 1996 Szilvia: Vangelis 1492
- 1998 Szandi: Találkozás egy régi szerelemmel; Úgy szeretném meghálálni
- 1998 Für Anikó: Ha legközelebb látlak
- 1998 Für Anikó: Rock tanóra
- 2001 Csonka András: Ha legközelebb látlak; Nálad lenni újra jó lenne
- 2001 Havasi Balázs: Úgy szeretném meghálálni
- 2003 Csonka András: Most kéne abbahagyni; Búcsú
- 2005 PontMi: Menetjegy
- 2006 Bocskor Bíborka: Várlak
- 2006 Fiesta: Ha legközelebb látlak
- 2006 Hegyi Barbara: Ha legközelebb látlak
- 2006 Marót Viki és a Nova Kultúrzenekar: Most kéne abbahagyni; Rock and roller
- 2006 Szulák Andrea: Egy nyáron át
- 2006 Erdődi Éva: Nem tudjuk még
- 2006 Oláh Ibolya: Tedd boldoggá
- 2006 Gáti Pál: A régi ház körül; Elégia; Mamma Leone
- 2007 Tóth Vera: Úgy szeretném meghálálni
- 2007 Szinetár Dóra: Találkozás egy régi szerelemmel
- 2007 Szekeres Adrien: Játssz még!
- 2007 Szabó P. Szilveszter: Túl hamar
- 2007 Tóth Gabriella: Most kéne abbahagyni
- 2007 Tóth Vera: Ha legközelebb látlak
- 2007 Dósa Mátyás és Kasza Tibor: Úgy szeretném meghálálni
- 2007 Cotton Club Singers: Fogsz te a fox helyett
- 2008 Palya Bea: Nem leszek a játékszered
- 2008 Dolhai Attila: Add már, uram, az esőt!
- 2008 Keresztes Ildikó: Várlak
- 2008 Nkuya Sonia: Ha legközelebb látlak
- 2008 Nyári Károly: Hová tűnik el a csillag
- 2009 Rúzsa Magdi: Nem leszek a játékszered
- 2009 Falusi Mariann és Presser Gábor: Várlak
- 2010 Tabáni István: Úgy szeretném meghálálni
- 2010 Palya Bea: Nem leszek a játékszered, Add már, Uram az esőt, Az eső és én
- 2010 Keresztes Ildikó: Szabad vagyok
- 2010 Márió: Mit remélsz?
- 2010 Siménfalvy Ágota: Közel a naphoz
- 2010 Takács Nikolas: Ha legközelebb látlak
- 2010 Nyári Károly: Nem kell már többé szerelem
- 2010 Zorall: Rock and Roller
- 2010 Dolhai Attila és Szinetár Dóra: Most kéne abbahagyni
- 2010 Szirota Jennifer: Ha legközelebb látlak
- 2010 Kökény Attila: Adgio
- 2011 Bokor Marianna: Nem kell már
- 2011 Molnár Ferenc Caramel és Trokán Nóra: Most kéne abbahagyni
- 2011 Kökény Attila: Nem kell már többé szerelem
- 2011 Kozma Orsi: Az eső és én
- 2011 Muri Enikő: Játssz még!
- 2011 Kiscsillag zenekar: Ha a dobos megengedné
- 2011 Szíj Melinda: Nem bánok semmit sem
- 2012 Radics Gigi: Úgy szeretném meghálálni
- 2012 Bereczki Zoltán és Szakos Andrea: Játssz még!
- 2012 Szirota Jennifer: Add már, Uram az esőt
- 2012 Csík zenekar: Rock and Roller
- 2012 Kökény Attila: Indián nyár
- 2012 Kökény Attila: Hová tűnik el a csillag
- 2013 Emilio: Most kéne abbahagyni
- 2013 Zanzibár: Rock and roller
- 2013 Radics Gigi: Ha legközelebb látlak
- 2013 Marót Viki: A régi ház körül
- 2013 Tóth Gabi: Találkozás egy régi szerelemmel
- 2013 Kocsis Tibor: Nem leszek a játékszered
- 2013 Marót Viki: Nálad lenni újra jó lenne
- 2013 Tóth Gabi: Rock and roller
- 2013 Kocsis Tibor: Add már, uram, az esőt!
- 2013 Marót Viki: Ha legközelebb látlak
- 2013 Kocsis Tibor: Úgy szeretném meghálálni
- 2013 Rúzsa Magdi és a Csík zenekar: Rock and Roller
- 2014 Bereczki Zoltán: Most kéne abbahagyni
- 2014 Az ének iskolája - Tóth Kiara: Most kéne abbahagyni
- 2014 Az ének iskolája - Malaczkó Anna és Bordács Arnold: Szólj rám, ha hangosan énekelek
- 2014 Az ének iskolája - Mata Ricsi: Úgy szeretném meghálálni
- 2014 Az ének iskolája - Karczagi Józsika: Találkozás egy régi szerelemmel
- 2014 Mészáros János Elek: Úgy szeretném meghálálni, Találkozás egy régi szerelemmel, Az én időm, Hová tűnik el a csillag?
- 2014 Dolhai Attila és Pokorny Lia: Rock and Roller
- 2014 Pécsi Ildikó: A régi ház körül[80]
- 2014 Horányi Juli: Játssz még!
- 2014 Budapest Bár: Az eső és én
- 2014 Andelic Jonathan: Szólj rám, ha hangosan énekelek
- 2014 Horányi Juli: Nem leszek a játékszered
- 2015 Az ének iskolája - Nagy Juli: Rock and roller
- 2015 Antal Timi: Úgy szeretném meghálálni
- 2015 Sztárban sztár – Tóth Gabi: Nem leszek a játékszered
- 2016 A nagy duett - Keresztes Ildikó - Schobert Norbert: Különben dühbe jövünk
- 2016 Star Academy - Kátai Lilla: Ha legközelebb látlak
- 2016 Star Academy - Líbor Laura: Nem leszek a játékszered
- 2016 Wolf Kati: Add már, Uram, az esőt!
- 2016 Cserpes Laura: Találkozás egy régi szerelemmel / Ha legközelebb látlak
- 2016 Sztárban sztár – Radics Gigi: Rock and roller
- 2016 Opitz Barbi: Találkozás egy régi szerelemmel
- 2016 Kelemen kabátban: Találkozás egy régi szerelemmel
- 2016 Blahalouisiana: Szólj rám ha hangosan énekelek
- 2017 Ivan & The Parazol: Az eső és én
- 2017 Szulák Andrea: Hová tűnik el csillag
- 2017 Ostorházi Bernadett: Nem leszek a játékszered
- 2017 Szabó Kimmel Tamás, Ostorházi Bernadett: Most kéne abbahagyni
- 2017 Csézy és Rakonczai Imre: Forog a kerék
- 2018 Arany Timi - X-Faktor (nyolcadik évad): Úgy szeretném meghálálni
- 2019 Mező Misi: Találkozás egy régi szerelemmel
- 2020 László Attila: Játssz még!
- 2020 Opitz Barbara: Hová tűnik el a csillag
- 2020 Ember Márk, Kontor Tamás, Szolnoki Péter, Heincz Gábor: Rock and Roller
- 2020 Ember Márk: Add már, uram, az esőt
- 2020 Szolnoki Péter: Úgy szeretném meghálálni
- 2020 Kontor Tamás: Nem leszek a játékszered
- 2020 Heincz Gábor: Szólj rám, ha hangosan énekelek
- 2020 Sztárban sztár – Pély Barna: Most kéne abbahagyni
- 2021 Kökény Attila: Ha legközelebb látlak
- 2021 Kocsis Paulina - X-Faktor (tizedik évad): Most kéne abbahagyni
- 2022 Polyák Lilla: Nem leszek a játékszered
- 2022 Janza Kata és Szabó P. Szilveszter: Forog a kerék
- 2022 Nagy Adri: Most kéne abbahagyni
- 2022 Agárdi Szilvia: Úgy szeretném meghálálni
- 2023 Schoblocher Barbara: Ha legközelebb látlak
- 2023 Blahalouisiana: Szólj rám, ha hangosan énekelek
- 2023 Széchenyi Lili (Sztárban sztár leszek! (negyedik évad)): Nem leszek a játékszered!
- 2023 Szandi: Ha legközelebb látlak
- 2024 Gubik Petra és Fehérvári Gábor Alfréd: Ha legközelebb látlak

### Külföldi feldolgozások
- 1967 Hana Hegerová: Žárlivost (Nem leszek a játékszered – csehül)Hana Hegerová – Zárlivost
- 1973 Valérie Cizmárová: Hluboke vody (Add már, uram, az esőt! – csehül)
- 1974 Marie Rottrové: On má (Add már, uram, az esőt! – csehül)
- 1975 Anna Jantar: Dancing In Your Arms (Nálad lenni újra jó lenne – angolul) Anna Jantar – Dancing in Your Arms
- 1975 Valerie Čižmárová: Rock and roller[81]
- 1975 Helena Vondráčková: Találkozás egy régi szerelemmel
- 1977 Jiří Korn: Jdou, Jdou, Jdou (Ablak nincs az emberen – csehül)
- 1978 Marcela Králová: Svitáni se dnes nekoná (Várlak – csehül)
- 1978 Ксения Георгиади – Мне весело (Ha legközelebb látlak – oroszul)
- 1978 Ольга Пирагс – Элегия (Elégia – oroszul)
- 1979 Gaby Lang: If Love can Mend (Nem kéne mondanom – angolul)
- 1979 Valérie Cizmárová: Rock and roll tanóra (Rock tanóra – csehül)
- 1980 Marie Rottrové: Buď mou nadějí (Hamis fény – csehül)
- 1980 Чаривни гитары: Не обращаю на тебя внимания (Ha legközelebb látlak – oroszul)
- 1981 Anne Veski – Kiire (A lényeg) https://www.youtube.com/watch?v=hlsykNGjKlg&list=RDhlsykNGjKlg&start_radio=1
- 1984 Dalida: Une vie d'homme (Elfutok – francia, angol, spanyol, német és olasz változatban)
- 1996 Laura Voutilainen: Teethän sen (Elfutok – finnül)
- 2009 Snowgoons: Az én időm egyszer lejár
- 2010 Christina Aguilera: Add már uram az esőt
- 2010 Bullion – Say Goodbye To What (Unokahúgomnak az V/A–ba)
- 2013 Block McCloud & DJ Waxwork: A festő és fecskék
- 2014 Regatt: Kui kunagi veel näeme (Ha legközelebb látlak – észt verzió) Regatt – Kui kunagi veel näeme
- ???? Csíky Ibolya (Brassó, Románia): A festő és a fecskék (magyar nyelven) https://www.youtube.com/watch?v=YkpicRoiSMw
- ???? Császár Ildikó (Brassó, Románia): Láttalak egy lánnyal (magyar nyelven) https://www.youtube.com/watch?v=NIQ9NVg_8x0

### Kovács Katinak írt, de más által előadott dalok
Később néhányat ő is elénekelt:
- 1970 Zalatnay Sarolta: Nem vagyok én apáca
- 1971 Koós János: Kapitány
- 1972 Generál: Mit tehet az ember egy eltört szerelemmel
- 1975 Katona Klári: Ablak nincs az emberen
- 1975 Zalatnay Sarolta: Várlak még
- 1977 Cserháti Zsuzsa: Édes kisfiam
- 1979 Koós János: Egy szál gyufa is elveszti fejét
- 1980 Hernádi Judit: Sohase mondd
- 1982 Kristály Kriszta: Hobbi Robi
- 1986 Csongrádi Kata: Millió rózsaszál